# Bernburg (Saale)
Bernburg (Saale) is een gemeente in de Duitse deelstaat Saksen-Anhalt. Het is de Kreisstadt van de Landkreis Salzlandkreis. De stad telde op de peildatum van de meest recente statistiek 32.257 inwoners.

## Indeling gemeente

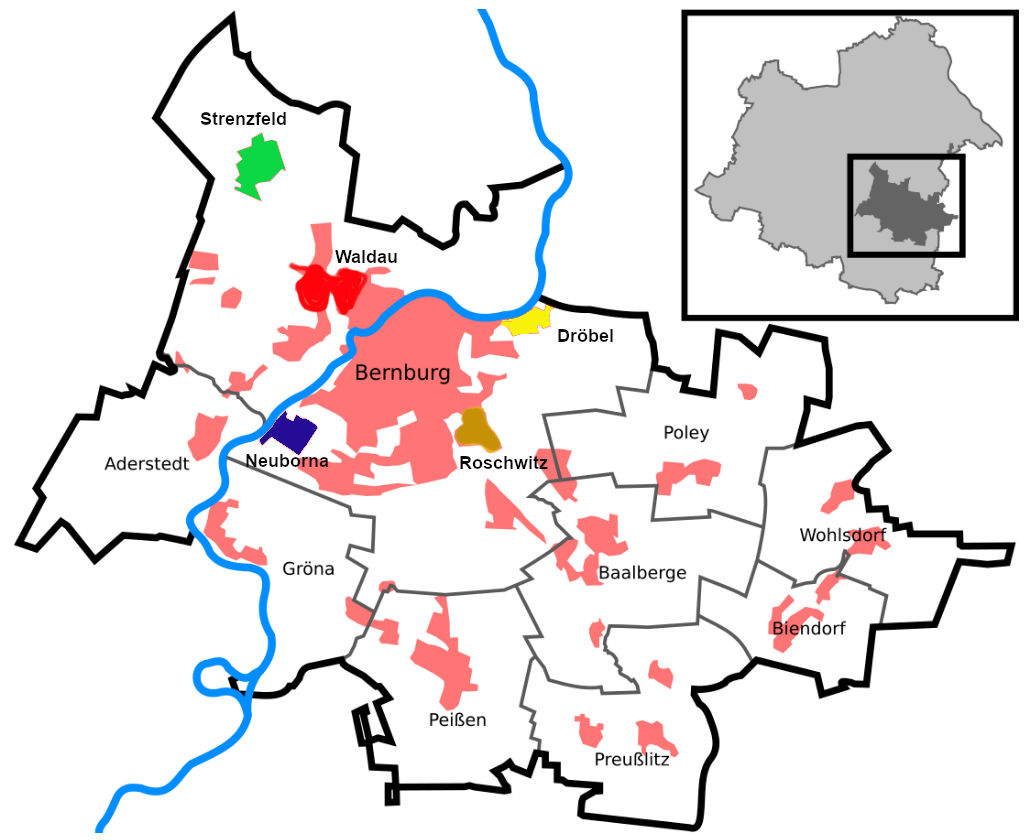
Ligging stadsdelen Bernburg (Saale)
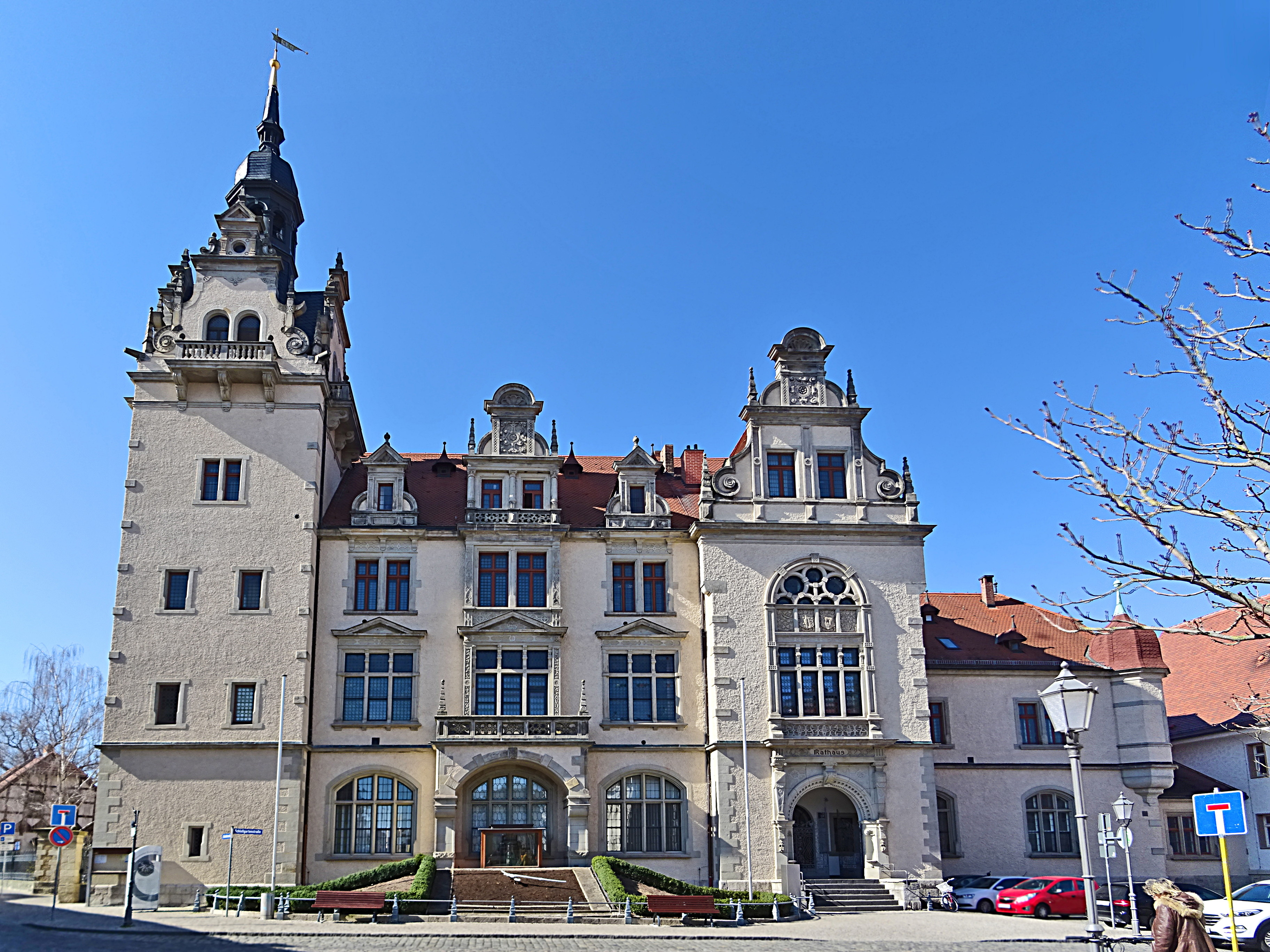
Stadhuis (voorheen een spaarbank, gebouwd in 1895, direct ten oosten van het kasteel)
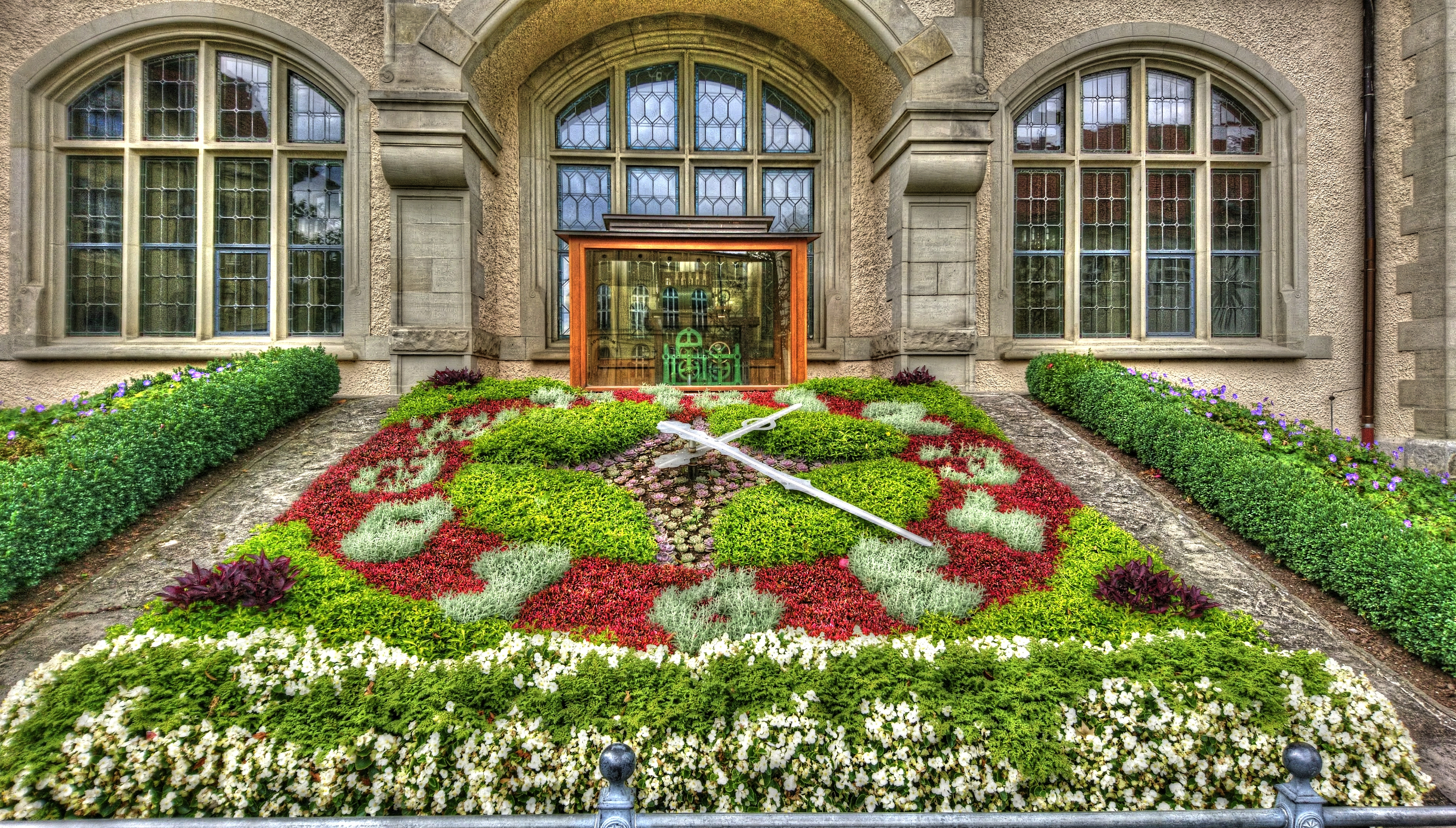
Bloemenklok (1938) vóór het stadhuis
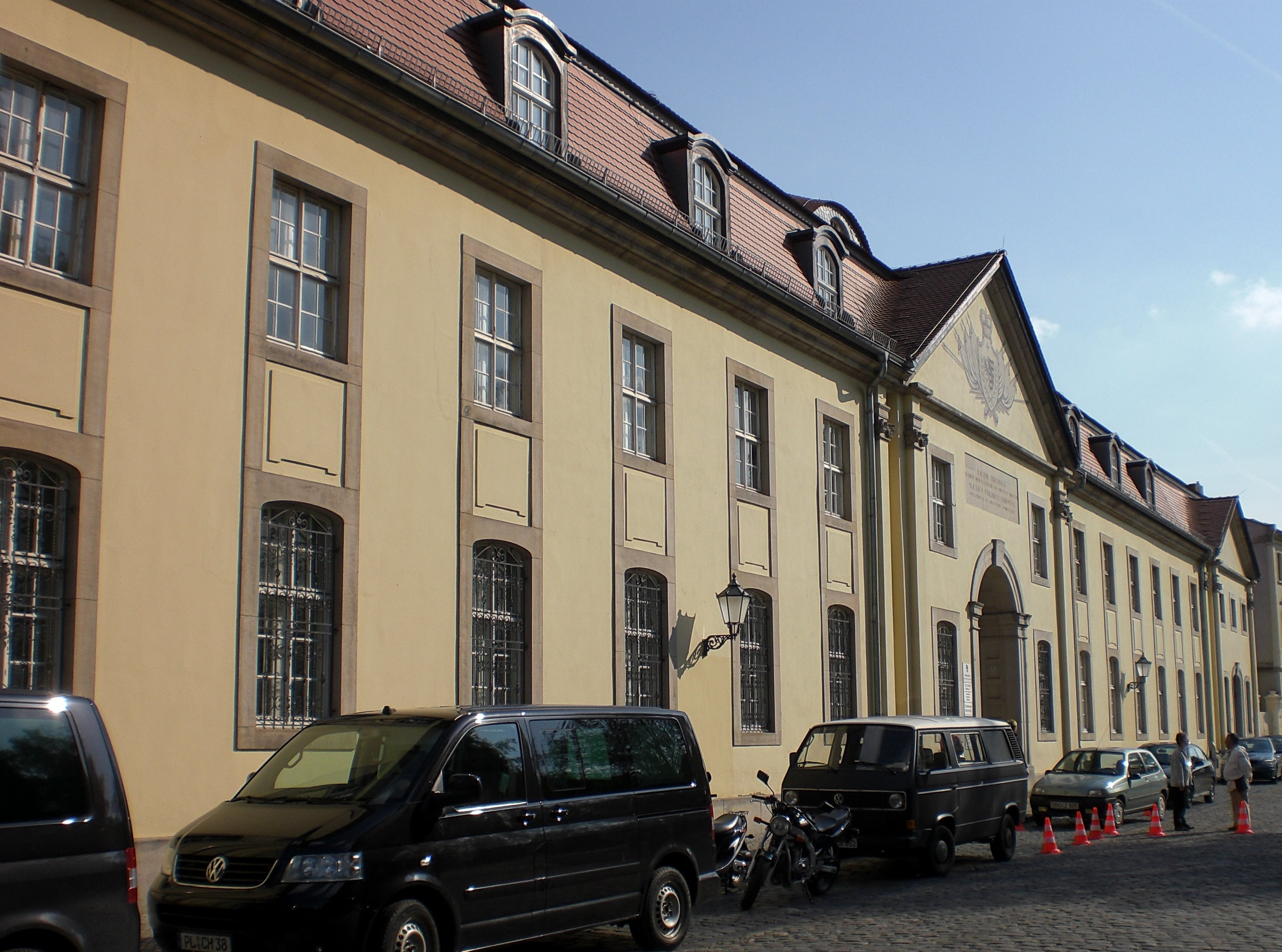
Rathaus II, dependance van het stadhuis, de in 1757 gebouwde voormalige Marstall van het Vorstelijke Kasteel

De volgende Ortsteile maken deel uit van de gemeente:
- Aderstedt (sinds 1 januari 2003; 495 inw.)
- Baalberge (sinds 1 januari 2010; incl het plaatsje Kleinwirschleben; 1.266 inw.)
- Biendorf (sinds 1 januari 2010; 678 inw.)
- Gröna (sinds 1 januari 2010; 517 inw.)
- Peißen (sinds 1 januari 2010; 1.122 inw.)
- Poley (sinds 1 januari 2010); incl. het om zijn archeologische vondsten bekende dorpje Weddegast; 543 inw.
- Preußlitz (sinds 1 januari 2010; 599 inw.), inclusief:
  - Leau
  - Plömnitz. Dit kleine dorpje was de locatie van de in 1892 geopende zoutmijn Grube Antoinette, die ca. 1970 werd gesloten. Plömnitz werd in WO II berucht, omdat er in 1944 en 1945 twee concentratiekampen waren. [2]
- Wohlsdorf (sinds 1 januari 2010; incl. het dorpje Crüchern; 406 inw.)

Tussen haakjes het aantal inwoners, omstreeks  2021 of 2022.
Tot de stad in engere zin behoren vijf Stadtteile, stadsdelen, die op het bovenstaande plattegrondje in afwijkende kleuren zijn aangegeven. Dit zijn:
- Waldau, direct ten noordwesten van het stadscentrum
- Strenzfeld , 2 km verder naar het noordwesten
- Dröbel, in het oosten
- Neuborna, in het westen, een in de jaren 1930 gebouwde mijnwerkerswoonwijk
- Roschwitz, in het zuidoosten.

## Geografie

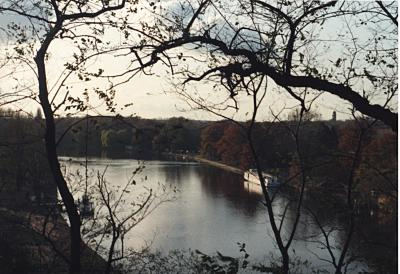
Zicht op de Saale vanaf het terras van het kasteel

De stad ligt aan een bochtig gedeelte van de Saale, circa 40 kilometer ten zuiden van Maagdenburg en 35 kilometer ten noorden van Halle (Saale). Iets ten zuidwesten van Bernburg mondt de Wipper uit in de Saale. 
Het klimaat is er relatief droog. Het gebied ligt in de regenschaduw van de ten westen ervan gelegen Harz.
Door de aanwezigheid van een in de laatste ijstijd aangewaaide laag löss is het gedeelte van de gemeente,  waar het reliëf van de bodem akkerbouw mogelijk maakt, zeer vruchtbaar. 

### Verkeer en vervoer

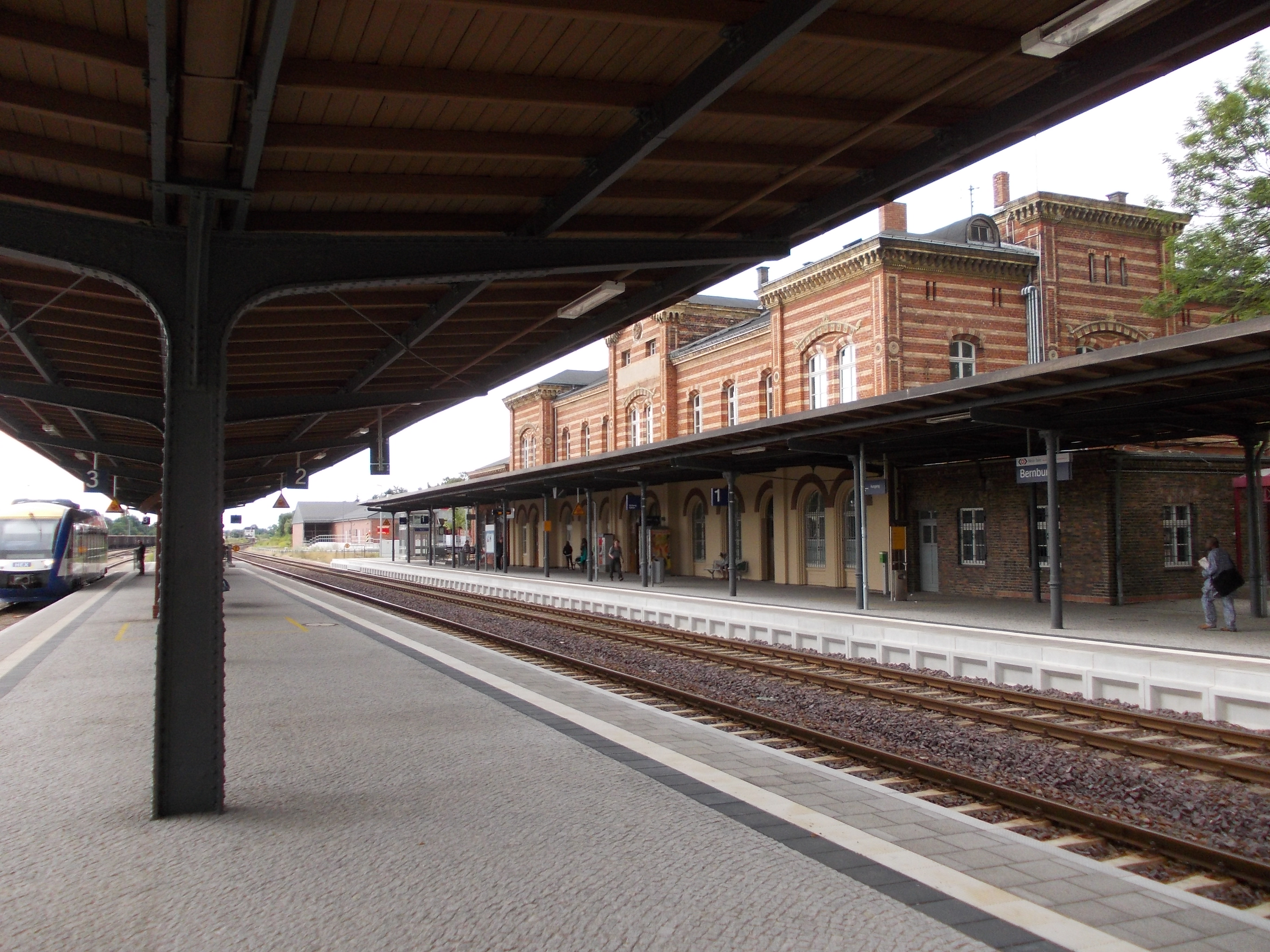
Station Bernburg Hbf
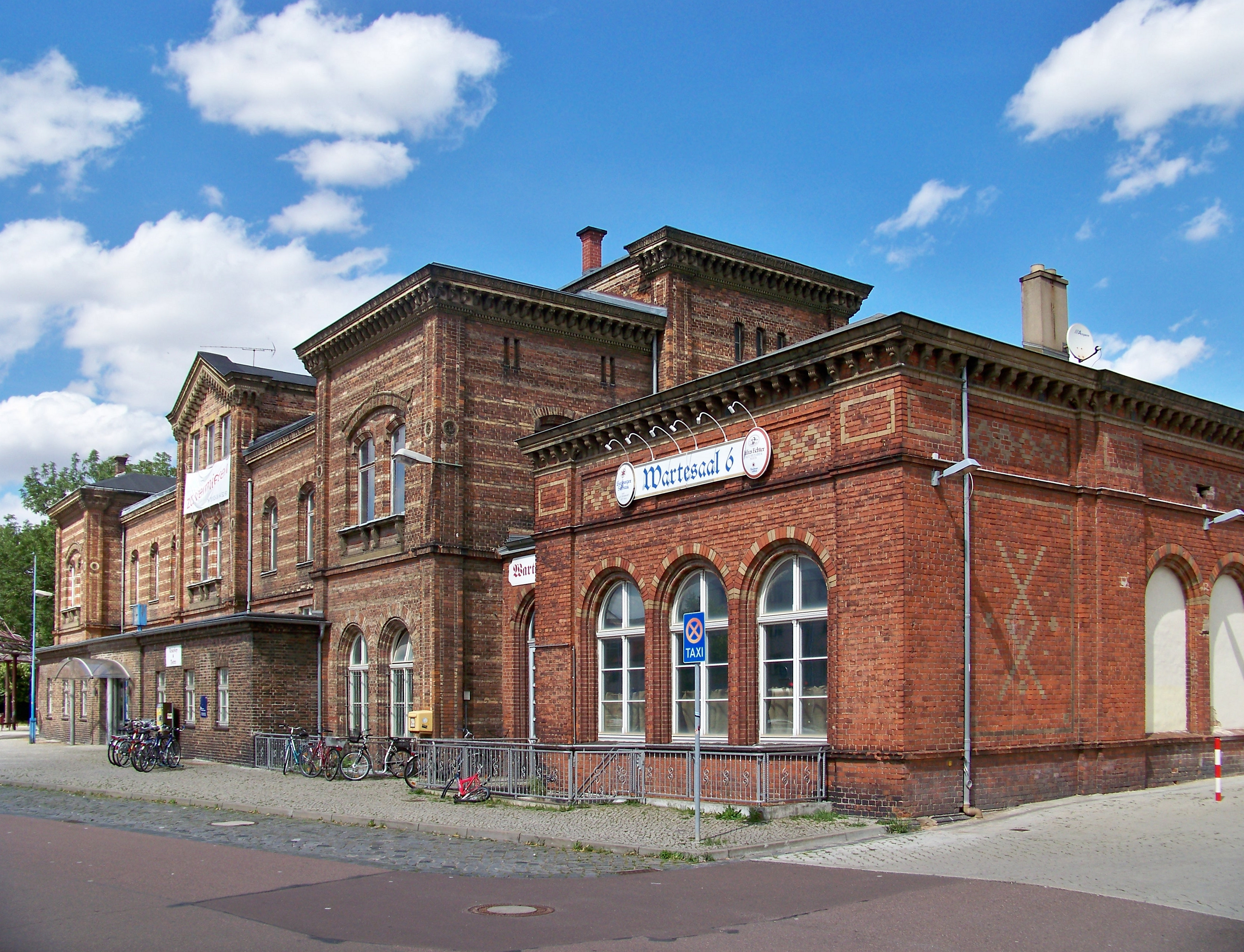
Stationsgebouw
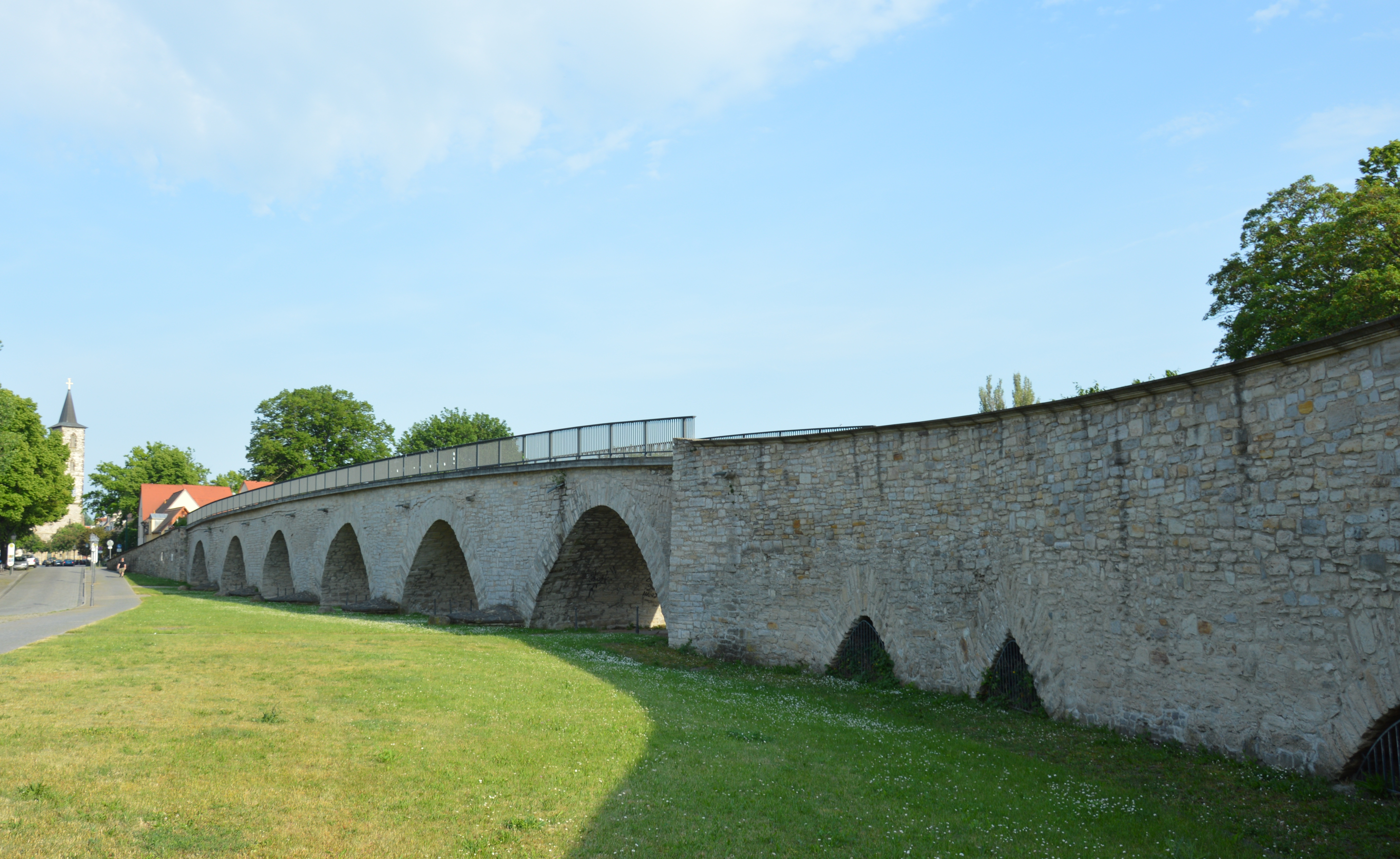
Voetgangers- en fietsbrug Flutbrücke Waldau
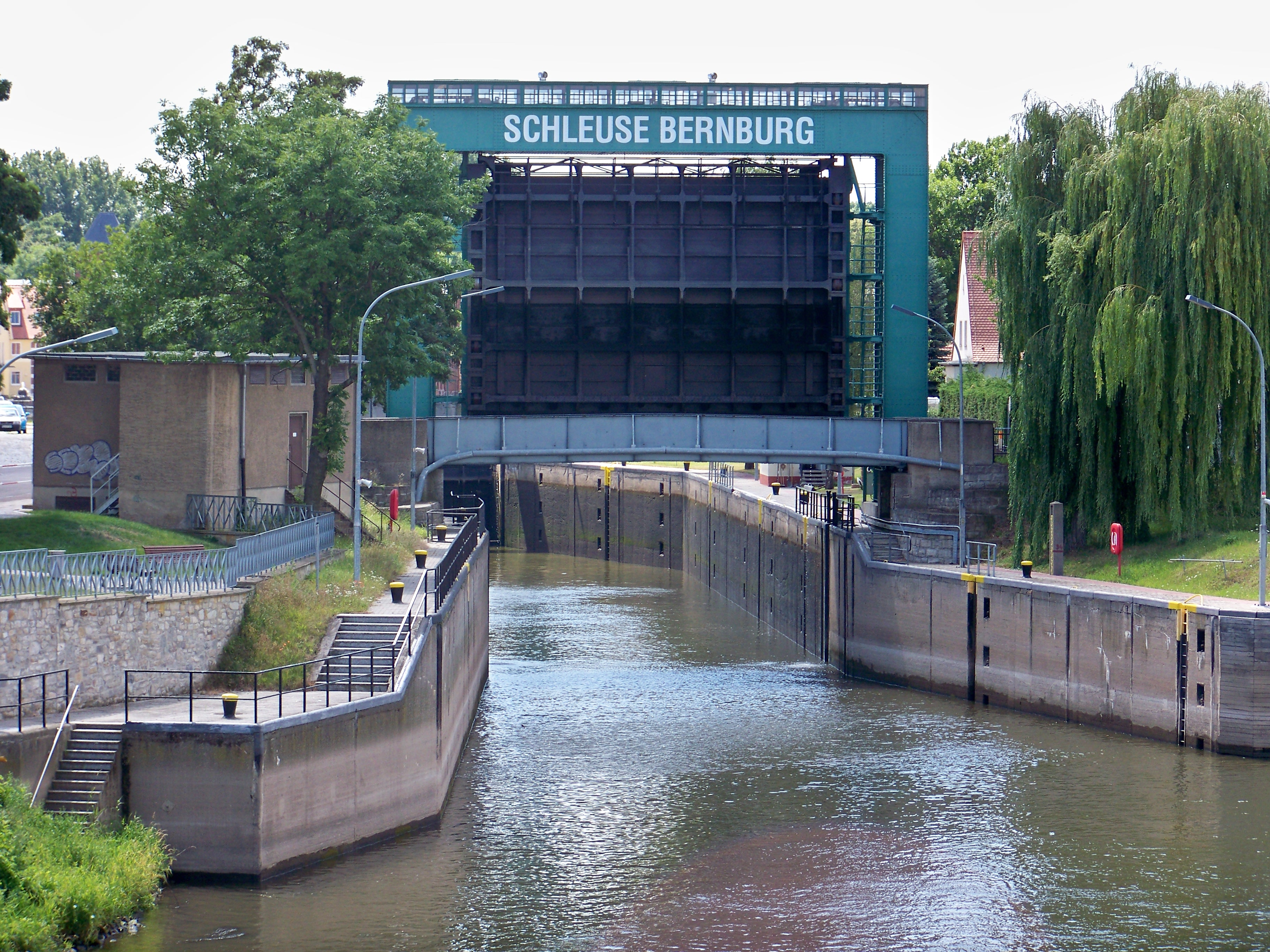
Grote sluis (1938) in de Saale

Op het klaverbladknooppunt Kreuz Bernburg, circa 5 kilometer ten westen van de stad Bernburg kruist de Autobahn A 14 (Maagdenburg-Leipzig) de Autobahn A 36 (vanaf Dreieck Nordharz), die aan de oostkant van het knooppunt overgaat in de Bundesstraße 6 naar Bernburg.
Vanuit Bernburg loopt de L 50, voorheen een deel van de Bundesstraße 71,  in noord-noordwestelijke richting naar Maagdenburg.
Station Bernburg Hauptbahnhof bestaat sinds 1846. Het ligt, ten oosten van het stadscentrum, aan twee spoorlijnen:
- de oost-west-verbinding Köthen - Aschersleben v.v., ongeveer halverwege deze beide stations (afstand circa 20 km); aan deze lijn heeft stadsdeel Roschwitz nog een spoorweghalte op 1,7 km van het hoofdstation;
- een ruim 14 km lange spoorlijn noordwaarts via Nienburg naar Calbe (Saale); in Calbe kan men op de trein via Maagdenburg naar Berlijn, of via Halle (Saale) naar Leipzig[5] overstappen. In stadsdeel Strenzfeld, op 2 km ten noordwesten van het hoofdstation en dicht bij de hogeschool, ligt aan deze lijn een spoorweghalte.

De rivier de Saale is in principe bevaarbaar, maar wordt niet meer gebruikt door de vrachtscheepvaart. Daarom heeft Bernburg ook geen binnenhaven; de grote industrieën in de stad beschikken daarentegen over korte fabrieksspoorlijntjes.

## Economie

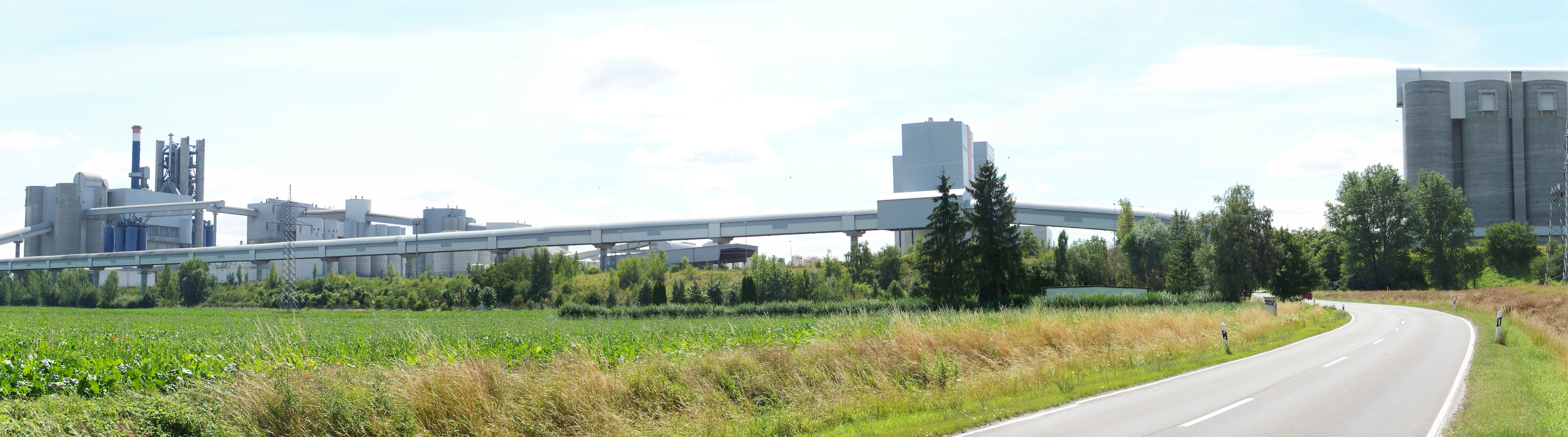
Schwenk-cementfabriek
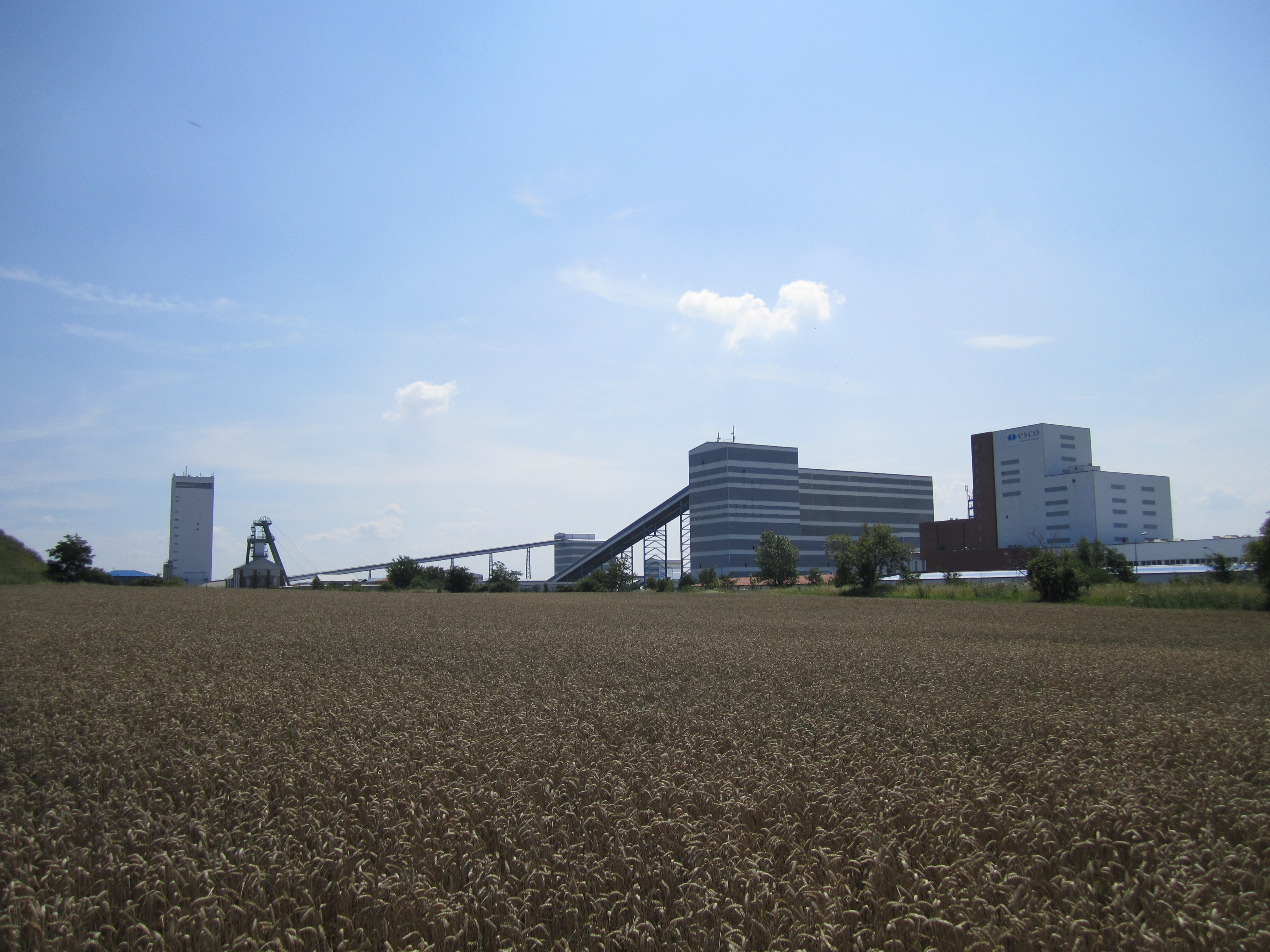
K+S AG, Steenzoutmijn Bernburg
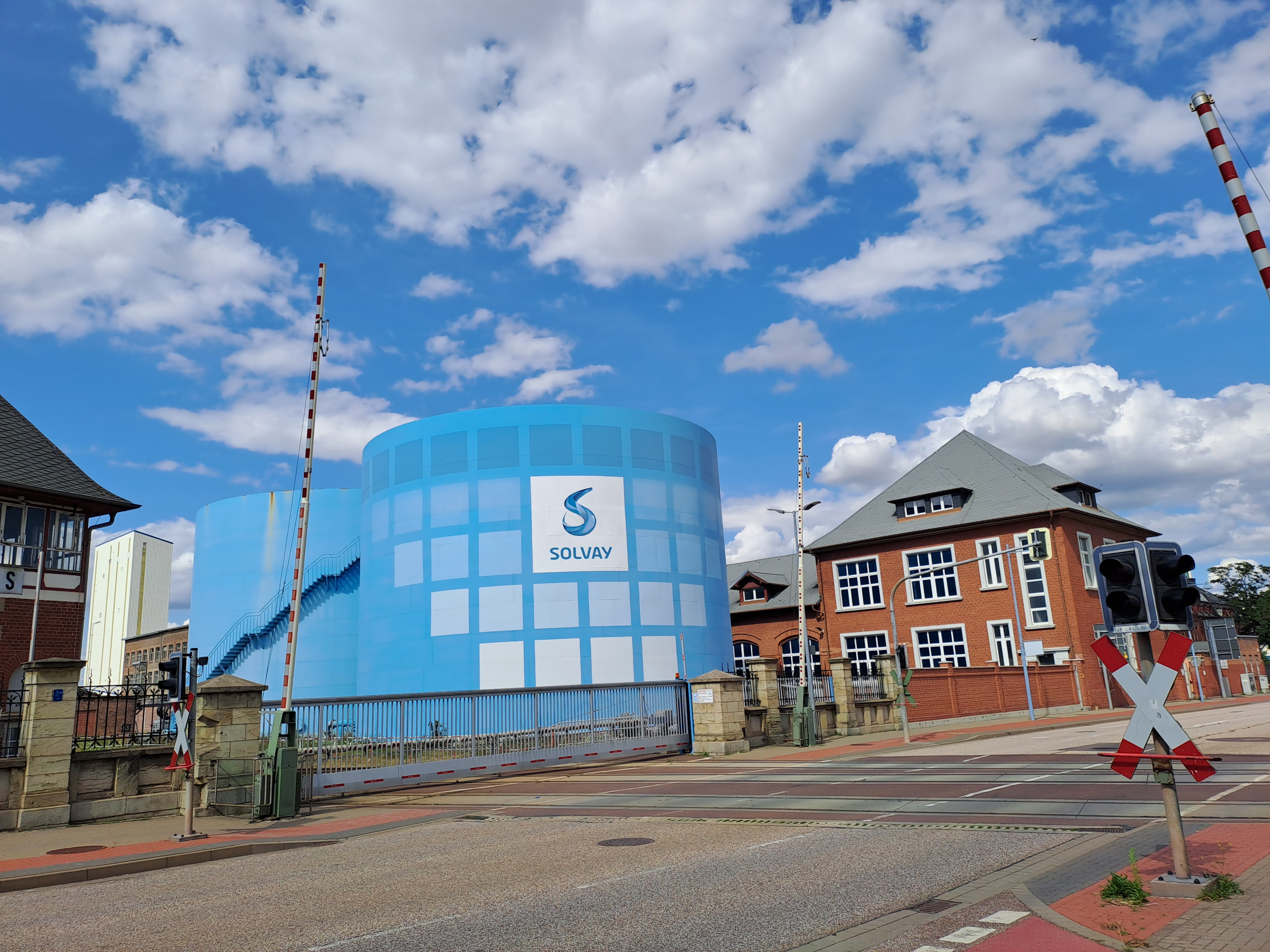
Sodafabriek Solvay
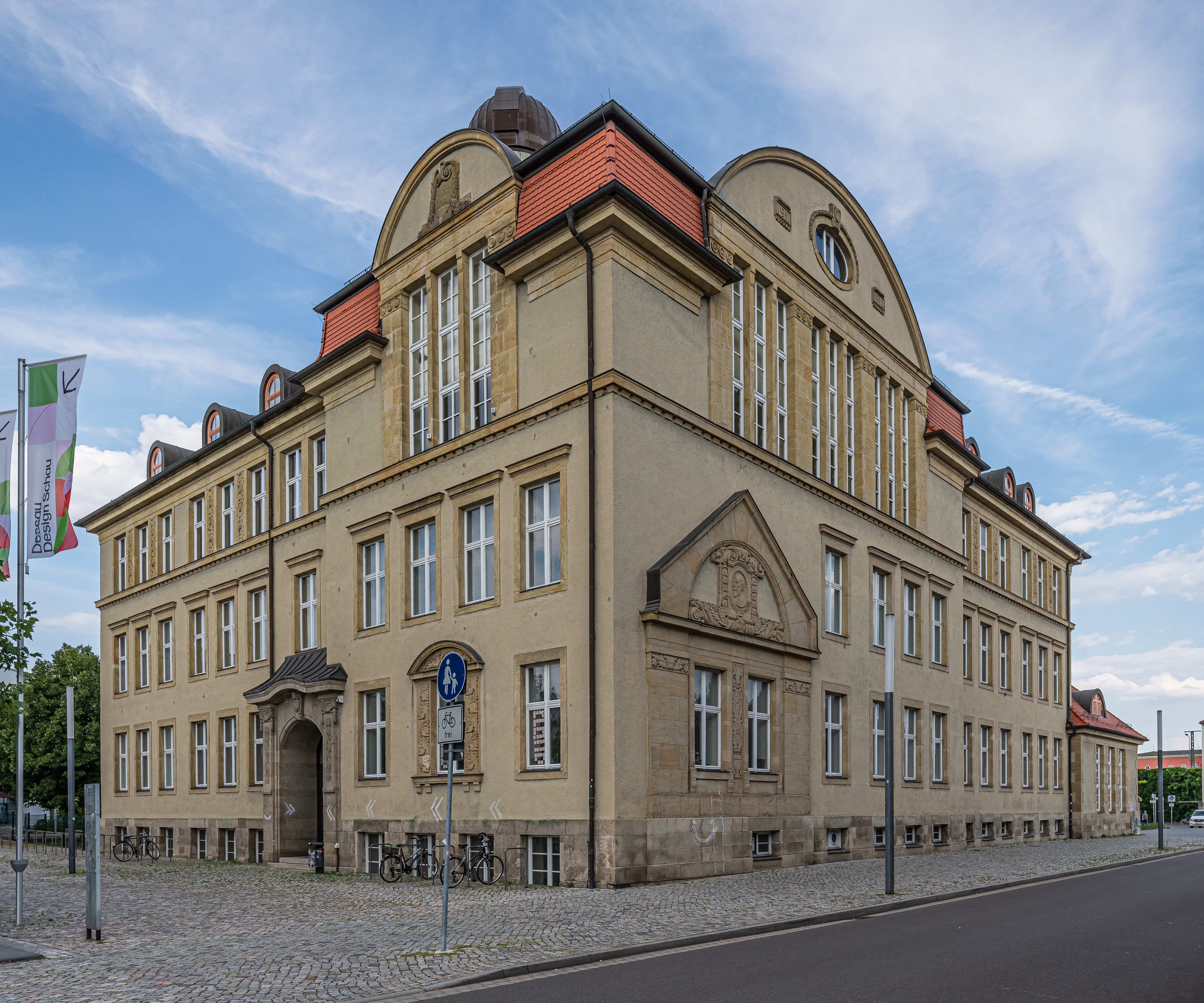
Gebouw van de hogeschool

Industrie en mijnbouw te Bernburg vinden hun oorsprong in de plaatselijke bodemschatten.
De ten tijde van de DDR belangrijke chemische industrie is sinds circa 1993 beperkt tot de productie van soda en aanverwante stoffen. Naast de sodafabriek van Solvay, ten noorden van de stad aan de voormalige B71, bevindt zich een zeer grote zand- en steengroeve. Een tweede fabriek van Solvay staat direct ten noordoosten van het station.
Deze fabricage hangt samen met de aanwezigheid van onder andere kalizout en keukenzout in de bodem. Er ligt ten zuiden van de stad een grote zoutmijn van het K+S-concern.
Een ander groot industrieel concern, Schwenk AG, exploiteert aan de noordoostkant  van Bernburg een belangrijke cementfabriek.
Op de industrieterreinen ten noorden en oosten van de stad zijn verder nog verscheidene kleinere bedrijven in uiteenlopende branches gevestigd. 

### Dienstensector
Even ten noorden van Bernburg bevindt zich een van de locaties van een instituut voor hoger technisch onderwijs, Hochschule Anhalt, die zichzelf in het Engels als universiteit profileert. Hier worden op het niveau van een technische universiteit o.a. economie, landbouwkunde, milieuwetenschappen en ecologie gedoceerd.
De stad heeft sedert 1875 een psychiatrisch ziekenhuis, dat anno 2025 de naam Fachklinikum Bernburg draagt en over ruim 200 bedden beschikt.
In de stad is een Amtsgericht gevestigd, en het bestuurskantoor van de Salzlandkreis.

## Geschiedenis

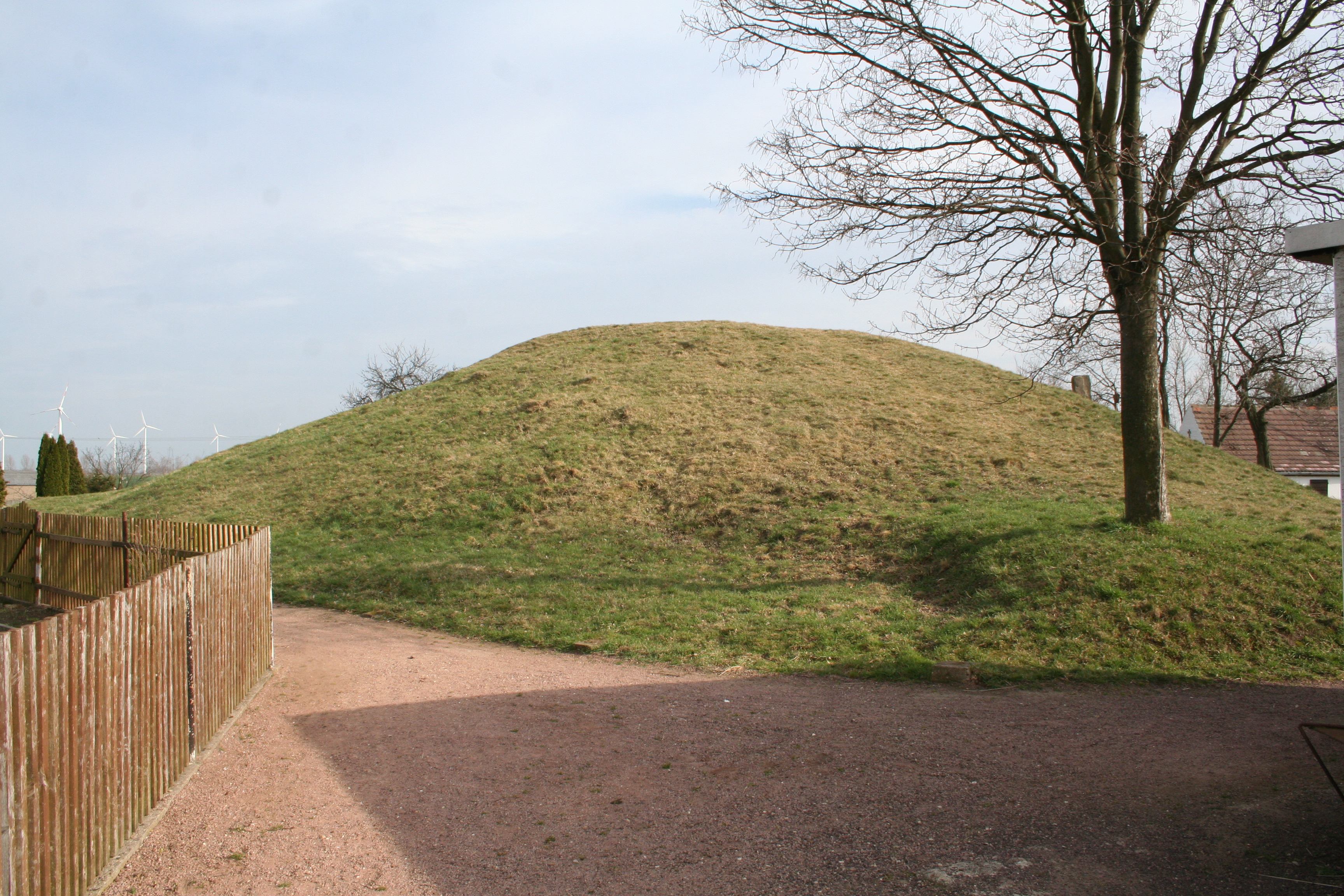
Grafheuvel Schneiderberg bij Baalberge, gemeente Bernburg
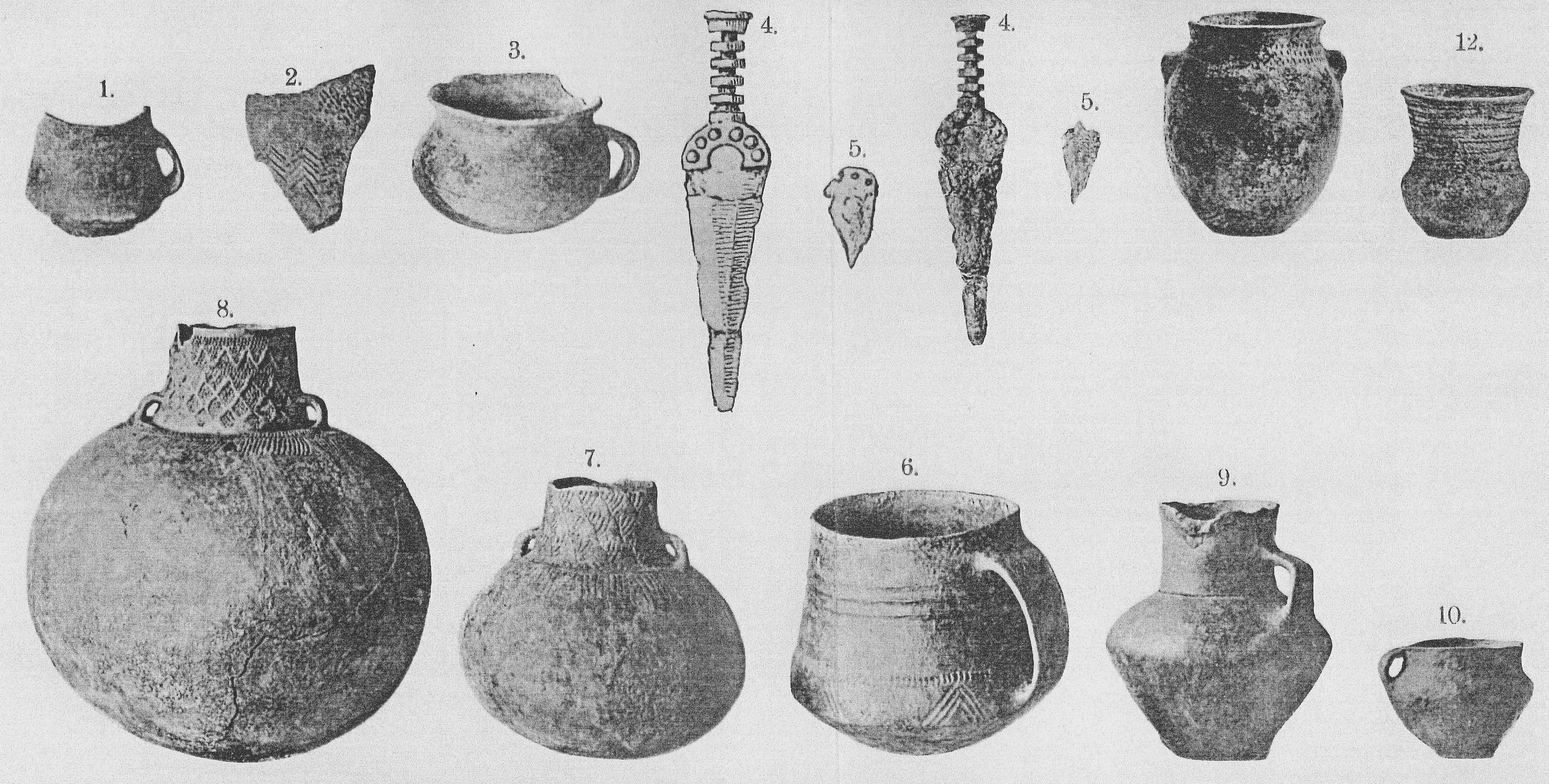
Prehistorische vondsten  uit deze Schneiderberg. Tekening uit 1902.
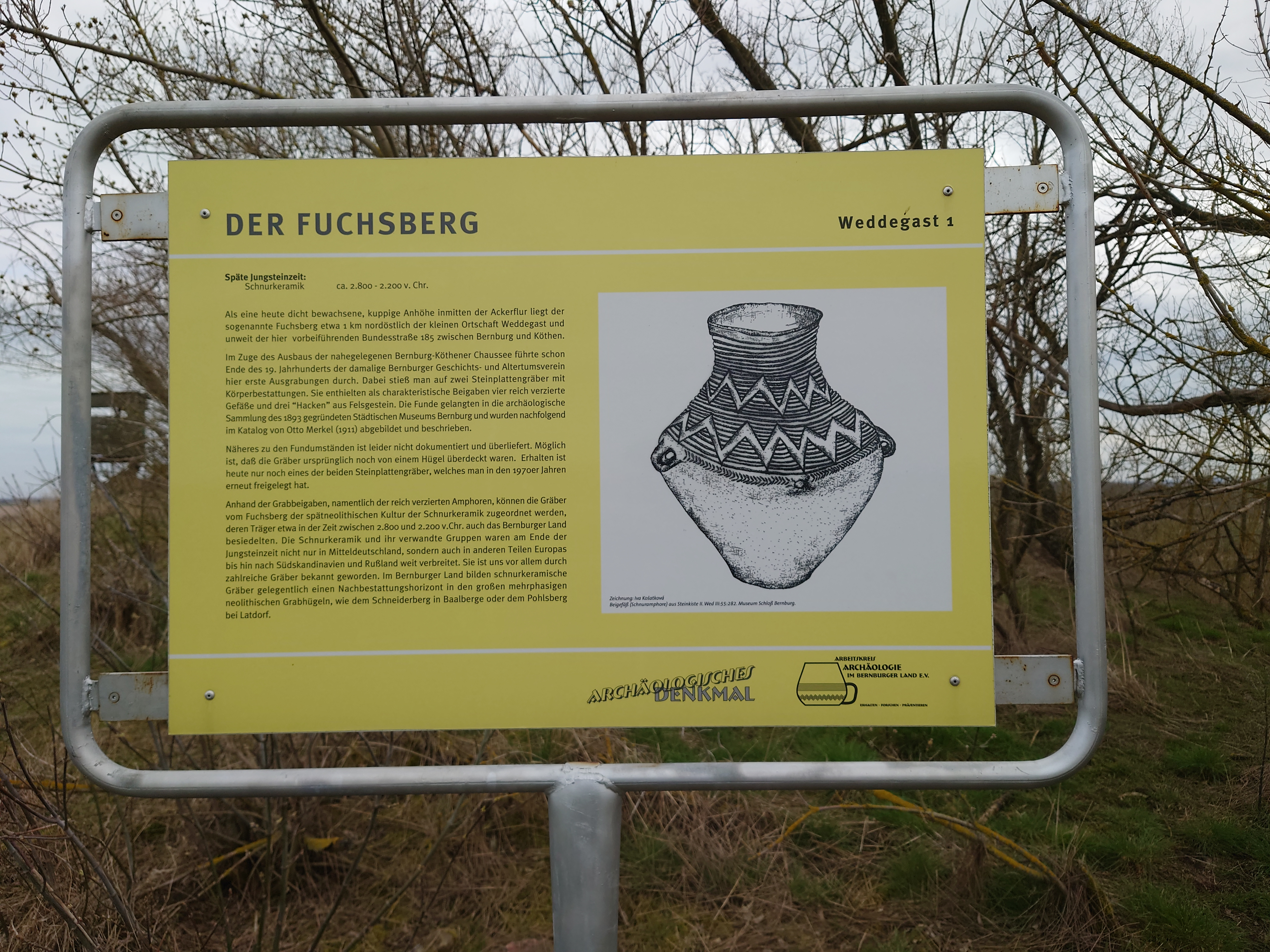
Infopaneel Fuchsberg bij Weddegast, vindplaats snoerkeramiekcultuur, ca. 2800 v.Chr.
De vorstendommen van Anhalt na de verdeling van 1252
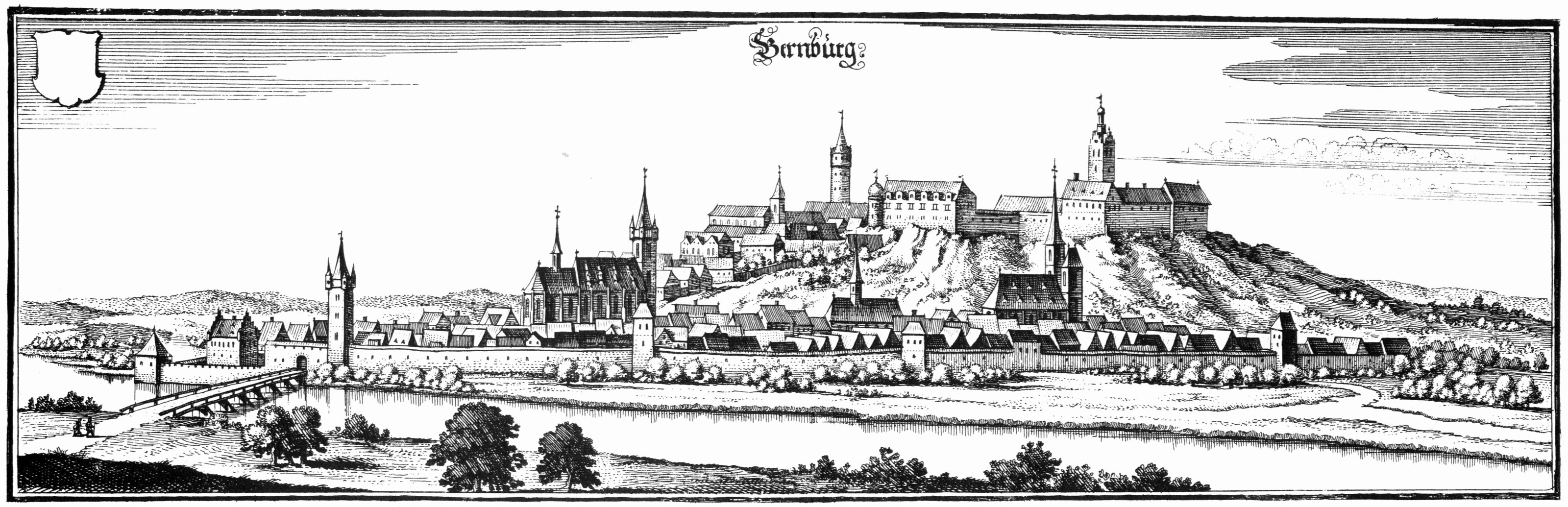
Merian-prent van Bernburg, circa 1650; het grote kasteelcomplex domineert het stadsbeeld
De vorstendommen van Anhalt in de tweede helft van de 18e eeuw
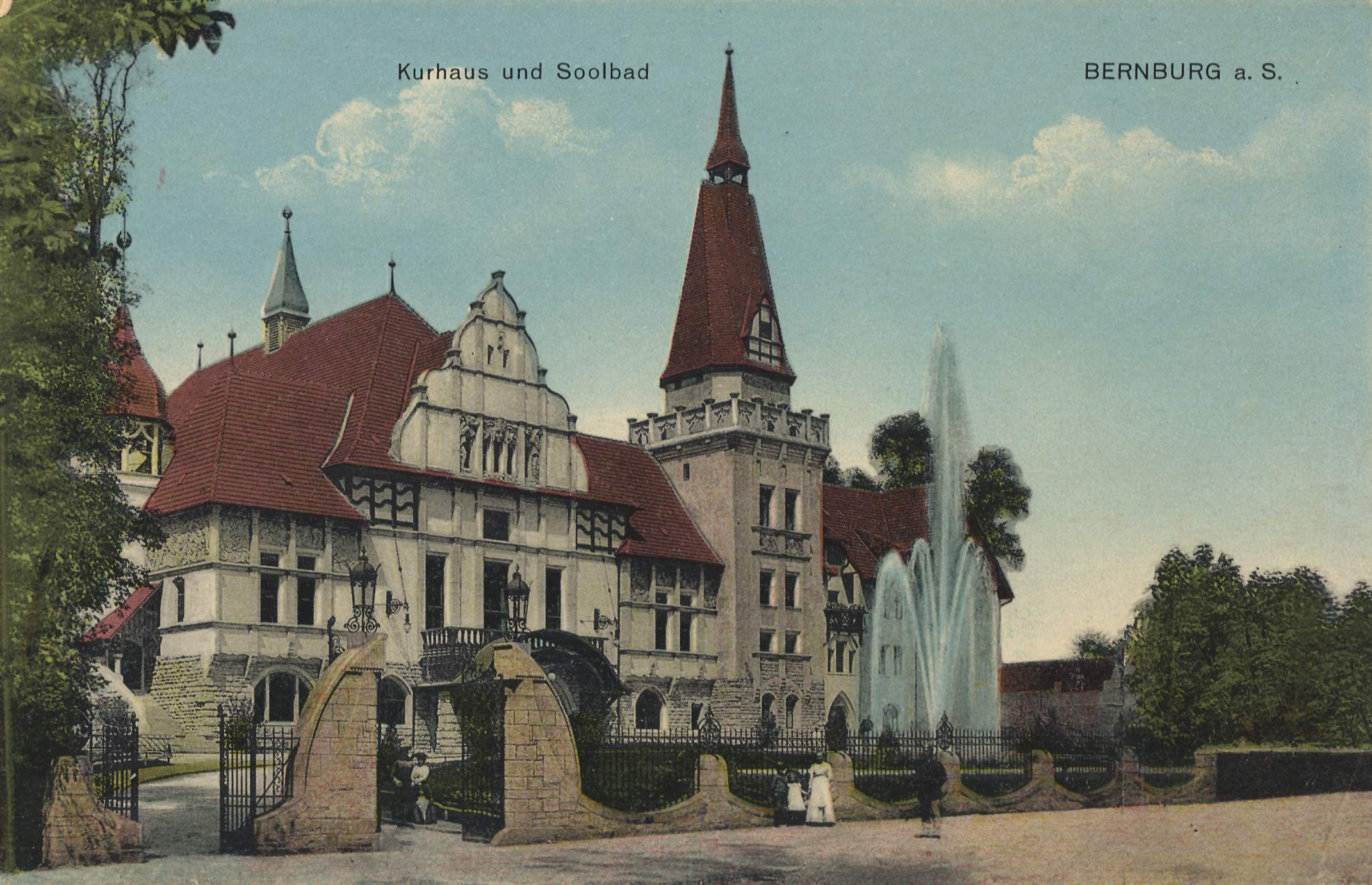
Het Kurhaus van Bad Bernburg, 1910

De stad is ontstaan uit drie stedelijke nederzettingen. In 1561 smolten een Altstadt en een Neustadt samen tot een Talstadt. In 1825 fuseerde deze Talstadt met een hoger gelegen nederzetting, de Bergstadt, tot één stad Bernburg.
Bernburg, en de locatie, waar vóór het ontstaan van de stad al sinds de Jonge Steentijd mensen woonden, heeft een uitermate rijke en wisselvallige geschiedenis. In het Duitstalige Wikipedia-artikel over Bernburg wordt de historie van de stad zeer uitvoerig en gedetailleerd behandeld. Enkele bijzonderheden worden hierna kort vermeld:
- Ongeveer 253-243 miljoen jaar geleden, in de geologische periodes Perm, nauwkeuriger: Zechstein, en daarna Trias, nauwkeuriger: Buntsandstein: De Zechsteinzee droogt op en verdampt, en er vormen zich dikke lagen evaporieten, met een hoog gehalte kaliumcarbonaat (potas of kalizout) en natriumchloride (keukenzout), afgewisseld met, later versteende,  kleilagen. Vanaf de 19e eeuw vormen deze bodemschatten de basis voor de economie van de regio.
- ca. 4000-3150 v.Chr.: mensen van de Trechterbekercultuur zijn hier woonachtig geweest. Een Duitse subgroep van deze cultuur uit het Neolithicum is naar de vindplaats Baalbergecultuur genoemd.
- ca. 3100-2700 v.Chr.: mensen van de Trechterbekercultuur zijn hier woonachtig geweest. Een Duitse subgroep van deze cultuur uit het Neolithicum is naar de vindplaats Bernburger Kultur genoemd.
- ca. 2300-1550 v.Chr.: de omgeving van Bernburg is de belangrijkste vindplaats ter wereld van de Úněticecultuur (Vroege Bronstijd). Dragers van deze cultuur hergebruiken oudere monumenten, mogelijk voor de uitvaart van stamhoofden uit oude, eerbiedwaardige families.
- ca. 150 n.Chr.: in de Geographia van de hand van Claudius Ptolemaeus komt een plaats Luppia (Grieks: Λουππία) voor. In 2010 werd bij paleogeografisch onderzoek vastgesteld, dat dit Luppia dichtbij het huidige Bernburg lag.
- ca. 600: Groepen Sorben, leden van een Slavisch volk, vestigden zich in het gebied. Oude, Slavische dorpsnamen, zoals Roschwitz en Preußlitz, herinneren hier nog aan. De rivier de Saale stroomde toen verder westelijk dan tegenwoordig, door een tegenwoordig Röße geheten bedding. Later werd de voorde in de Saale een grensovergang tussen Germaans en Slavischtalig gebied.
- 782: de plaats Waldau (Uualadala) bij Bernburg wordt voor het eerst in een document vermeld. In 806 hield koning Karel de Jongere er tijdens een oorlog tegen de Slavische stammen een troepenschouw.
- 961: In een in opdracht van Keizer Otto I de Grote opgestelde schenkingsakte is sprake van een „civitas Brandanburg“ in de gouw Nudzici. Pas in 1961 wisten Duitse historici aan te tonen, dat dit niet op Brandenburg, maar op Bernburg aan de Saale betrekking heeft.
- Tweede helft 10e eeuw, maar vóór 964: Gero laat de Sint-Stefanuskerk van Waldau bouwen, die ressorteert onder de invloedrijke abdij van Gernrode. Historisch gezien is dit dorpskerkje dus zeer belangrijk.
- Vanaf 993: Onder Gero van de Lausitz en zijn opvolger Diederik II van Wettin maakt het gebied deel uit van het Markgraafschap Lausitz.
- 11e-12e eeuw: Er ontstaan drie kleine, stedelijke nederzettingen, een Altstadt[6], een Neustadt[7] en een hoger gelegen Bergstadt[8], ieder rondom een kerk. In deze tijd staat het gebied onder controle van Ascanische heren, onder wie Albrecht de Beer.  Eén Duitse historicus was zelfs van mening, dat Albrecht de Beer in een burcht[9] bij het huidige Bernburg is geboren, maar collega-wetenschappers ondersteunen deze theorie niet.
- 13e eeuw: Bernburg ligt in Anhalt, dat in 1252 na de dood van Hendrik I van Anhalt verdeeld wordt, met als gevolg, dat Bernburg aan diens tweede zoon Bernhard I van Anhalt komt; het Vorstendom Anhalt-Bernburg zal tot na de Napoleontische tijd blijven bestaan, en wel 611 jaar, tot 1863.
- 1278: Bernhard I verleent aan de Altstadt en Neustadt Bernburg stadsrechten.
- 1293: Het gebruik van de, toen nog door vrij veel inwoners van Bernburg en omgeving gesproken, Sorbische taal in de rechtszalen wordt verboden, eerder dan elders in de regio. In de 14e eeuw volgen allerlei maatregelen ten nadele van etnische Sorben en ten voordele van etnische Duitsers.
- begin 15e eeuw: De houten brug over de Saale wordt door een overstroming verwoest, en door een stenen exemplaar vervangen. De hoge kosten hiervan dwingen de Alt- en de Neustadt tot economische samenwerking. In de 15e en 16e eeuw wordt in de regio van talrijke overstromingen melding gemaakt, soms met catastrofale gevolgen. De stenen brug wordt in een onbekend jaar verwoest.
- 1461: De Bergstadt verkrijgt stadsrechten.
- 1471-1562: Bernburg maakt deel uit van het  Vorstendom Anhalt-Köthen.
- 1526: Vorst Wolfgang van Anhalt voert onder invloed van Maarten Luther de Reformatie door. Tot op de huidige dag is een grote meerderheid van de christenen in de gemeente evangelisch-luthers. Dit geldt, tenzij anders vermeld, ook voor alle kerkgebouwen in de huidige gemeente Bernburg.
- 1530: Bouw van een stuw in de Saale, ter verbetering van de scheepvaartmogelijkheden.  In 1697 zal een stenen sluis volgen.
- 1538-1539: Vernieuwing van de oude burcht tot het nog bestaande renaissancekasteel. Vanaf 1547 is Bernburg enige tijd vorstelijke residentie, na een grote brand in kasteel Köthen.
- 1555-1664: Heksenprocessen en -vervolgingen, met zeker 46 beschuldigden. Bij de Mariakerk is in 2015 ter gedachtenis aan de op deze wijze onschuldig veroordeelde, gemartelde en ter dood gebrachte vrouwen een monument opgericht.
- 1561: Bestuurlijke fusie tussen Altstadt en Neustadt, voortaan samen de Talstadt (Dalstad) vormend.
- 1606-1765: Het kasteel van Bernburg is vorstelijke residentie van Anhalt-Bernburg; in 1765 verhuist deze naar Ballenstedt.
- 1618-1648: De Dertigjarige Oorlog treft Bernburg zwaar. Niet alleen wordt de stad diverse keren door een der strijdende partijen op de andere veroverd, geplunderd en gebrandschat, maar ook de pest kost vele mensen het leven. (Ook in 1683 deed zich nog een pestepidemie in Bernburg voor.)
- 1666: Een grote stadsbrand verwoest een deel van Bernburg.
- 1706-1710: Herbouw van de stenen brug over de Saale. In 1787 wordt over de nevengeul Röße bij Waldau een Flutbrücke voltooid, waar, tot op de huidige dag, alleen bij het tamelijk vaak voorkomend hoogwater en bij  overstromingen, water onderdoor loopt.
- Maart 1825: De Bergstadt en de Talstadt fuseren tot de huidige stad Bernburg.
- 1835: De Joodse gemeenschap te Bernburg krijgt de beschikking over een synagoge. Vanaf 1938 worden de Joden onder het nazi-bewind uitgemoord tijdens de Holocaust.
- 1846: Bernburg verkrijgt aansluiting op het spoorwegnet. Begin van een periode van industriële ontwikkeling.
- Maart 1849: Eén jaar na het begin van de Maartrevolutie zijn er in Bernburg bloedige onlusten. Daarbij vallen 13 doden.
- 1863: Na het uitsterven van het oude, Ascanische vorstengeslacht gaat Bernburg deel uitmaken van een verenigd Vorstendom Anhalt, dat in 1871 deel wordt van het Duitse Keizerrijk, en na 1918 van de Republiek van Weimar.
- 1875: Een ondernemer uit Bernburg introduceert de eerste douches in Duitsland, vooralsnog alleen voor ziekenhuizen, kazernes e.d.
- 1881-1884: De firma Solvay begint met grootschalige mijnbouw van kalizout bij Bernburg.
- 1902-ca. 1920: Bernburg is tijdelijk het kuuroord Bad Bernburg. De stad beschikt over een als geneeskrachtig beschouwde minerale bron met een hoog zoutgehalte, waar velen komen kuren.
- 1921: De cementfabriek van Bernburg opent haar poorten. Dit heeft, in combinatie met de crisis door de  Hyperinflatie in de Weimarrepubliek van 1923, negatieve gevolgen voor het kuurbedrijf; de minerale bron gaat al spoedig verloren, en het kuurbedrijf houdt na enkele jaren geheel op, te bestaan. Als in 1933 ten gevolge van een aardverschuiving mijnafval van de kalimijnen in de Saale loopt, verliest de stad ook officieel het voorvoegsel Bad.
- 1935: Een Junker-vliegtuigfabriek voor de Luftwaffe van Nazi-Duitsland start haar productie op.
- 1944-1945: In de Tweede Wereldoorlog wordt de stad verscheidene malen door geallieerde luchtaanvallen getroffen. Vooral de fabriek van Junkers gevechtsvliegtuigen en het station waren doelwit. Het totaal aantal burgerslachtoffers wordt geschat op 112, exclusief een onbekend aantal buitenlandse dwangarbeiders, die o.a. bij Junker te werk waren gesteld.
- 15-17 april 1945: De stad wordt door Amerikaanse militairen veroverd. Begin juli dragen zij Bernburg over aan het Sovjet-Russische Rode Leger. Conform de afspraken van de Conferentie van Jalta  komt het gebied in de SBZ te liggen.
- 1949-1990: Bernburg ligt in de DDR. Gedurende de gehele periode zijn er Sovjet-Russische militairen gestationeerd. De sodafabriek van Solvay en de cementfabriek, in 1945 door de Sovjets gedemonteerd, werden in 1952 respectievelijk 1962 heropgericht.
- Ca. 1980-2000: in Bernburg is, ten dele illegaal, een actieve alternatieve jongerencultuur aanwezig, zich uitend door o.a. punkartiesten.
- Na 1990: Door de Duitse hereniging vindt een heroriëntatie van de industrie aan Westerse maatstaven plaats. Zoals overal in de vroegere DDR, leidde dit tot verlies van veel arbeidsplaatsen. In 1970 had de stad, exclusief de later eraan toegevoegde randgemeenten, ongeveer 45.000 inwoners, na de Wende nog slechts circa 32.000.

### Nazi-vernietigingsinstituut
In 1940 werd, in het kader van de zogenaamde euthanasie-actie Aktion T4, het vernietigingsinstituut (Duits: de Tötungsanstalt Bernburg) gevestigd in de, in 1875 geopende, psychiatrische inrichting van Bernburg. Tussen november 1940 en 1943 werden hier 14.384 mensen (9.384 psychiatrische patiënten en 5.000 gevangenen afkomstig uit 6 concentratiekampen) door middel van vergassing om het leven gebracht. In 1989 is ter plaatse een gedenkplaats ingericht voor de slachtoffers van deze gruweldaden.

## Bezienswaardigheden
- Het 16e-eeuwse, op een heuvel boven de oostelijke oever van de Saale in renaissancestijl gebouwde, Kasteel Bernburg, dat gebouwd werd op de restanten van eerdere burchten uit 961 en later, huisvest onder andere een museum, en kan dus bezichtigd worden[10]. De 12e-eeuwse ronde bergfried van dit kasteel wordt in verband gebracht met sagen rondom de figuur van  Tijl Uilenspiegel en heet daarom Eulenspiegelturm. Tot de collecties van het museum behoort een verzameling zeldzame mineralen, de Anhaltische Mineraliensammlung. Ook beheert het museum een verzameling memorabilia over het cabaret in de DDR.
- Tegenover het kasteel,  dus aan de westkant van de  Saale,  bevindt zich een dierentuin, de Tiergarten Bernburg. Bij deze dierentuin is de Deutsche Tierparkgesellschaft gevestigd,  een overkoepelende organisatie van Duitse dierentuinen.
- Ten noordoosten van het kasteel bevindt zich een stadspark met de merkwaardige naam Alte Bibel, Oude Bijbel. Van 1551 tot 1866 was dit een begraafplaats. Veel grafstenen bevatten Bijbelteksten, hetgeen de naam verklaart. In de DDR-tijd werd middenin het park een openbaar zwembad gebouwd. De meeste oude grafstenen gingen in die tijd verloren.
- Het in 1901 in Jugendstilarchitectuur gebouwde Kurhaus is als congres- en evenementenlocatie in gebruik.[11]

## Afbeeldingen

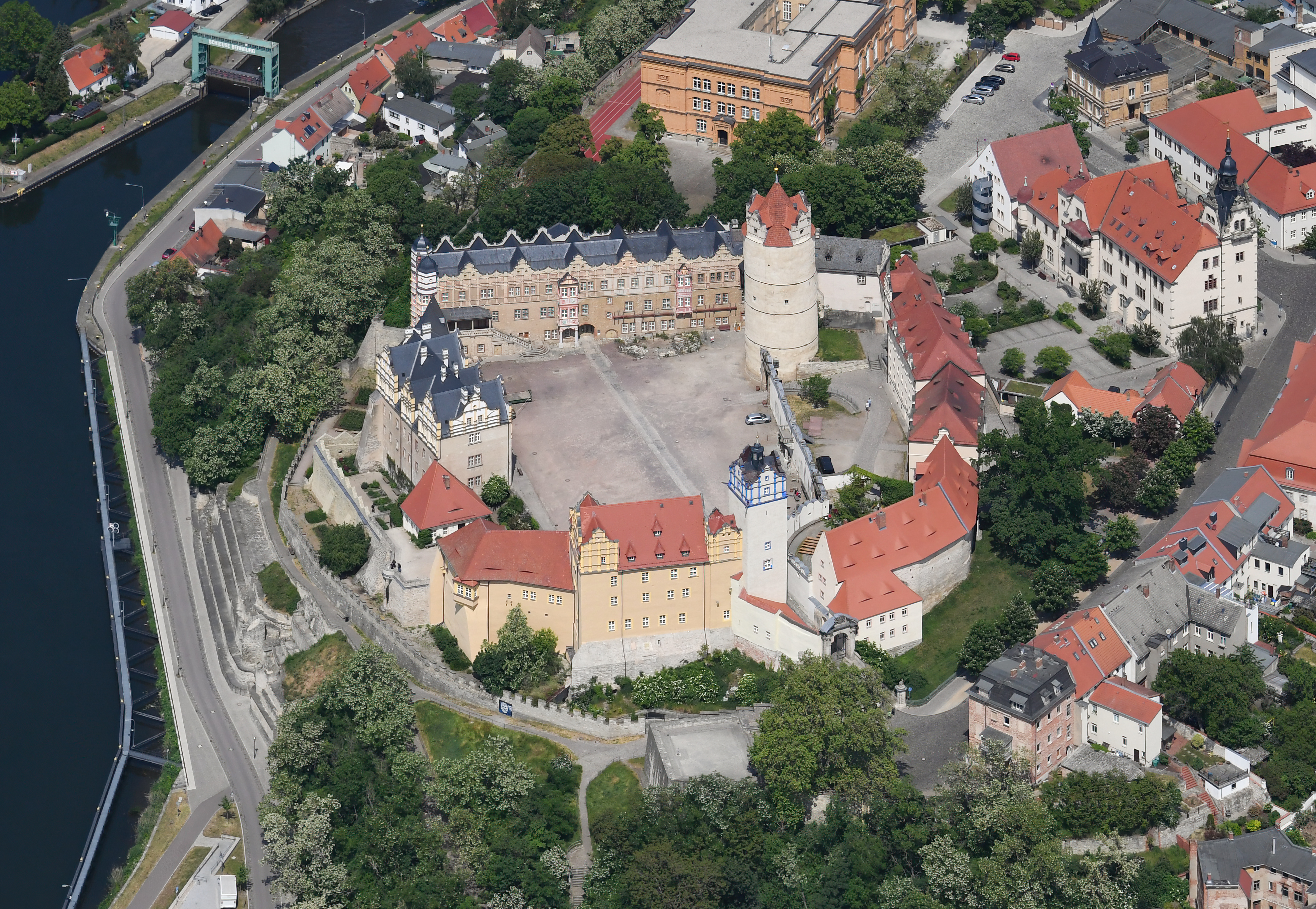
Luchtfoto Kasteel Bernburg, vanuit het zuiden gezien
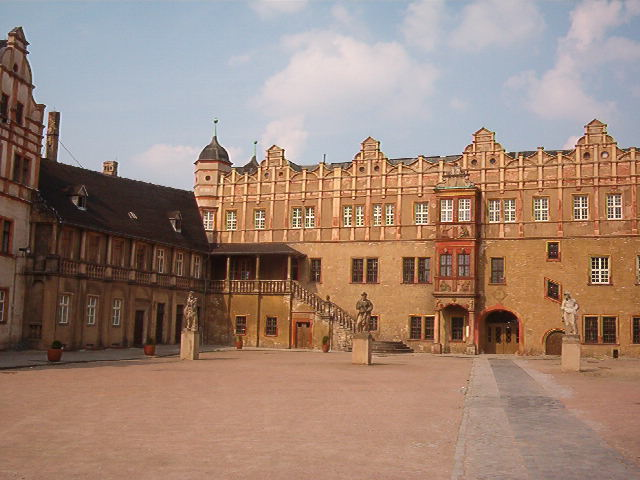
Binnenplaats van het kasteel
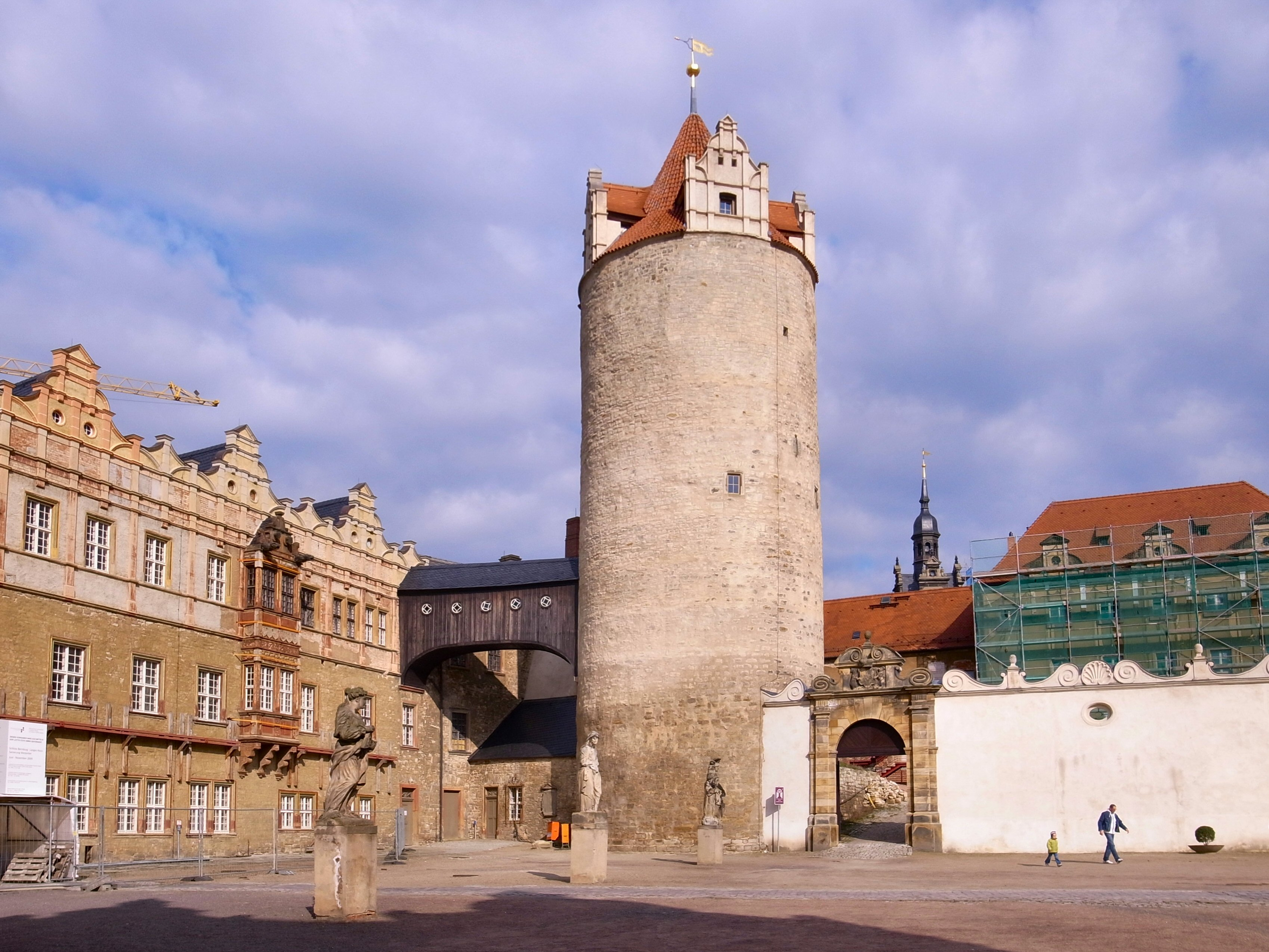
De 12e-eeuwse bergfried van dit kasteel
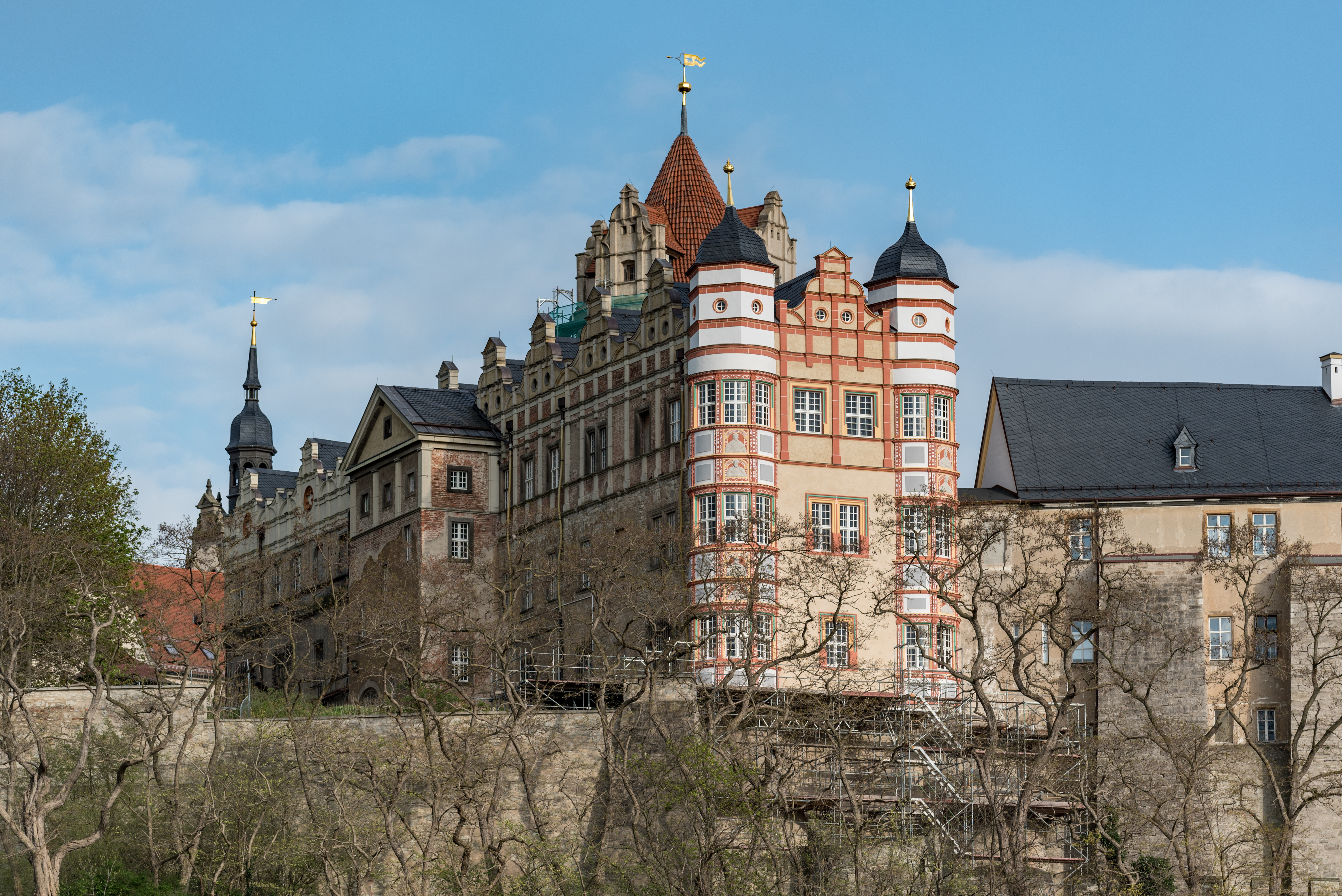
Kasteel Bernburg, gezien vanuit het noordwesten
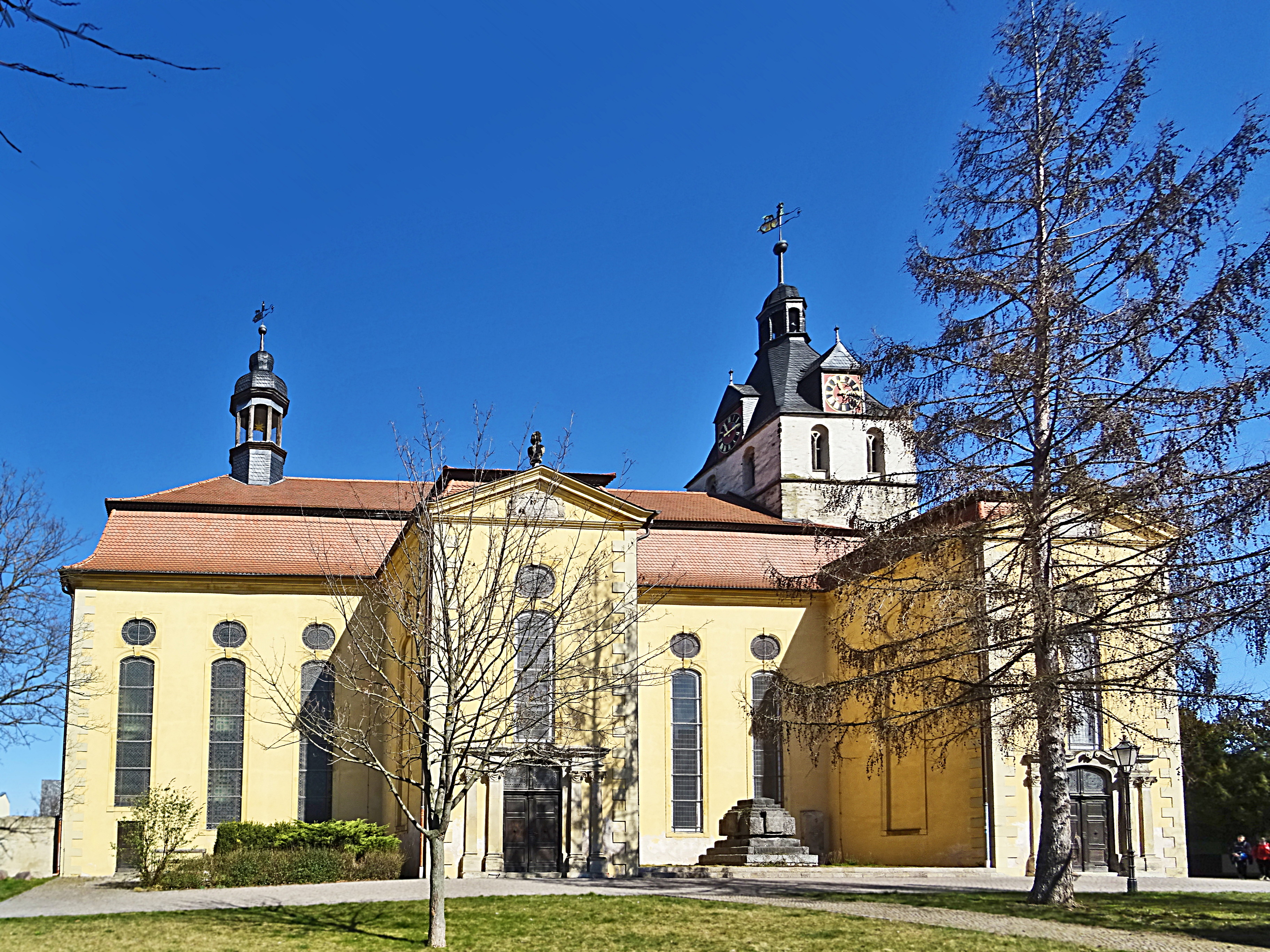
De in 1752 herbouwde Slot- of Sint Egidiuskerk
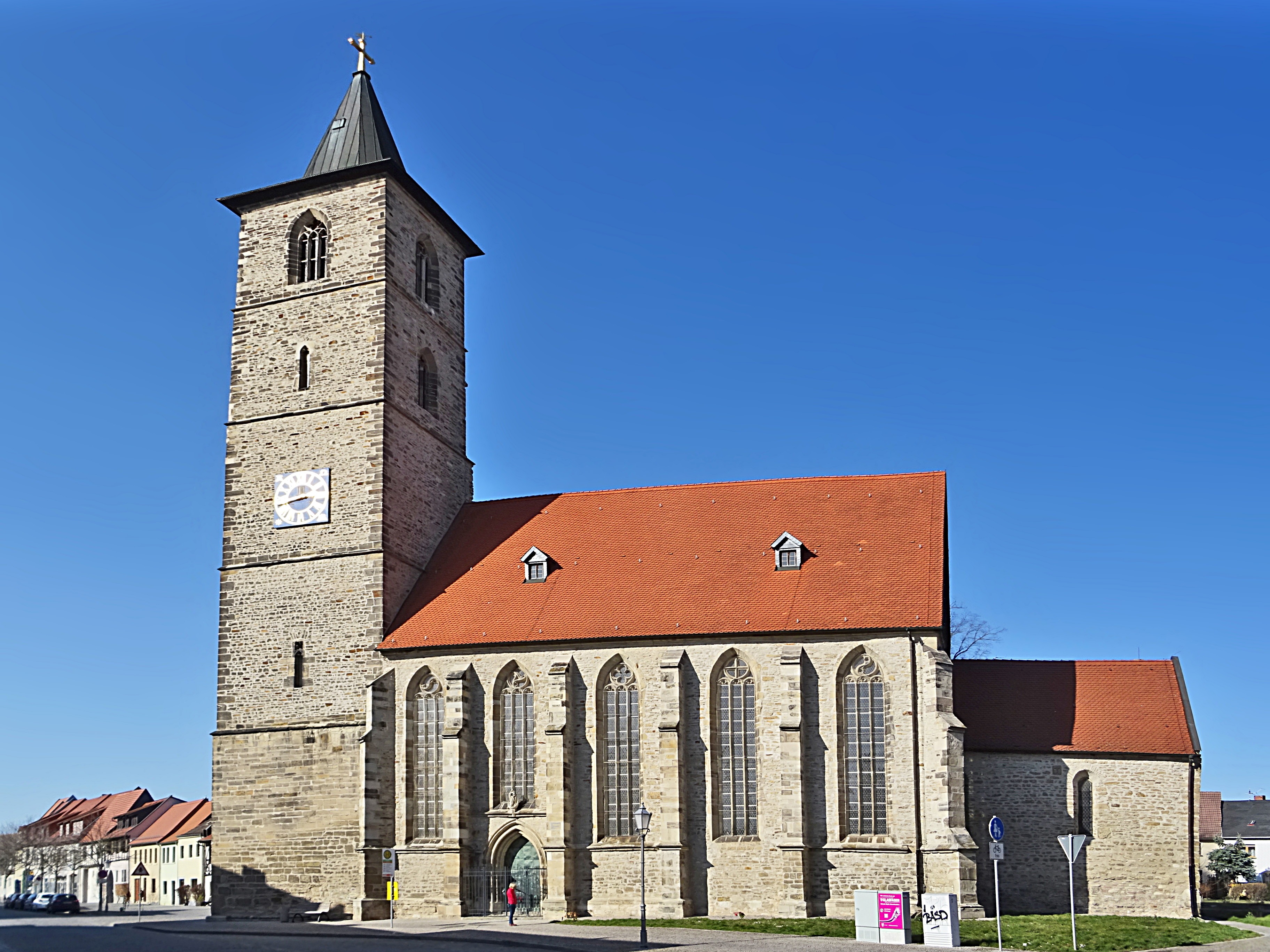
De 13e-eeuwse, gotische Sint-Nicolaaskerk (rooms-katholiek)
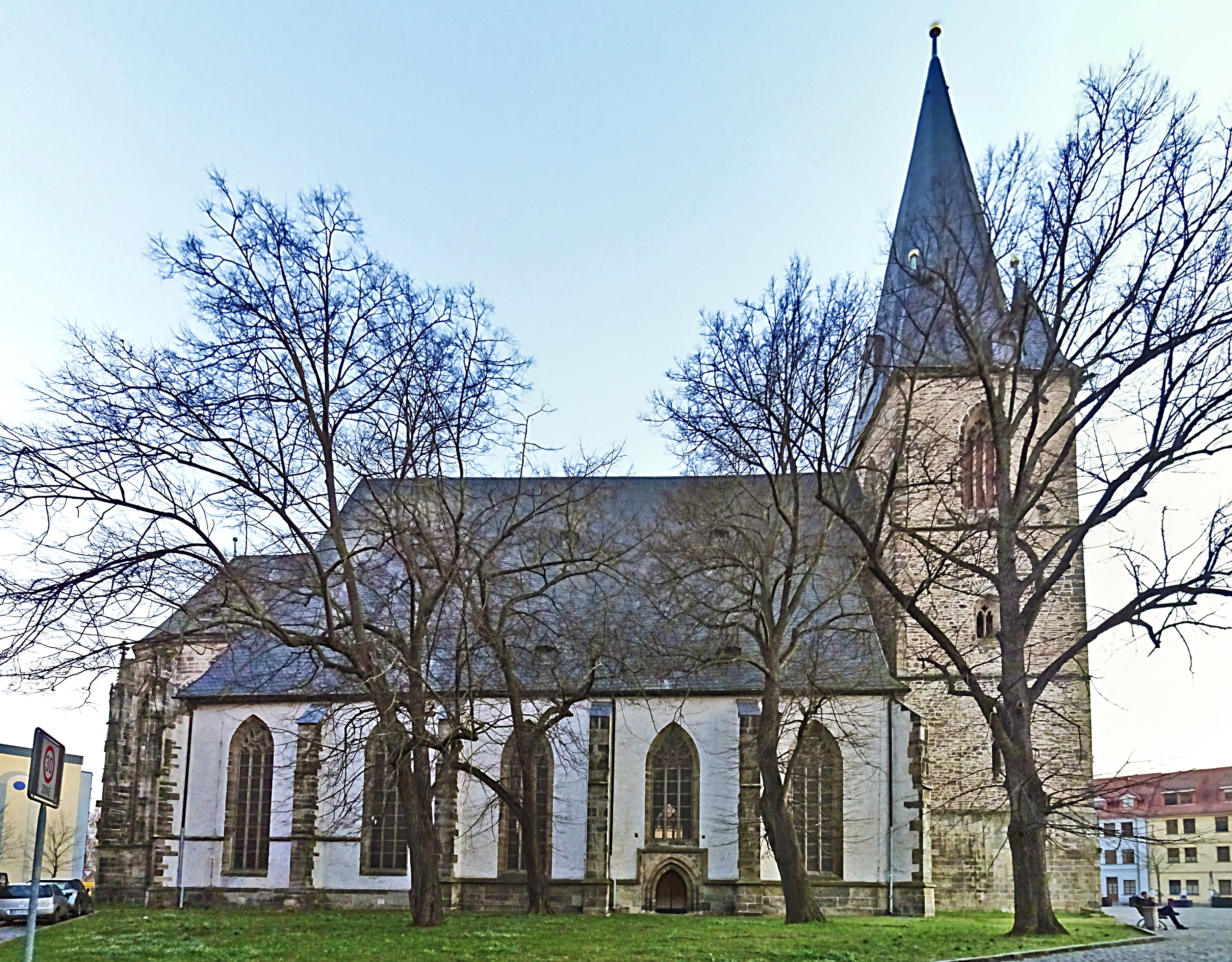
De 13e/14e-eeuwse, gotische Mariakerk
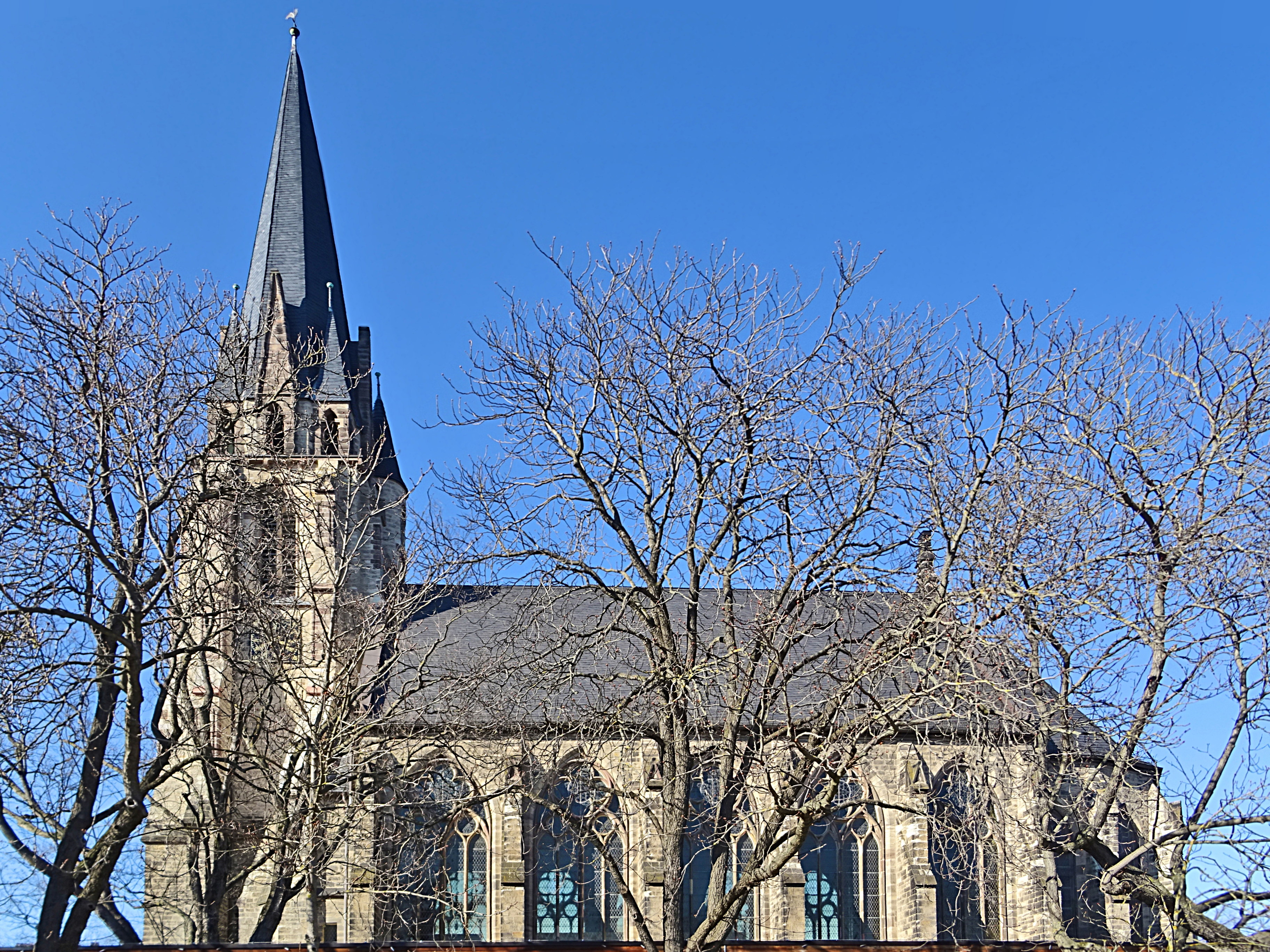
Voormalige St. Martinuskerk (1886; in gebruik als o.a. christelijke school en bibliotheek)
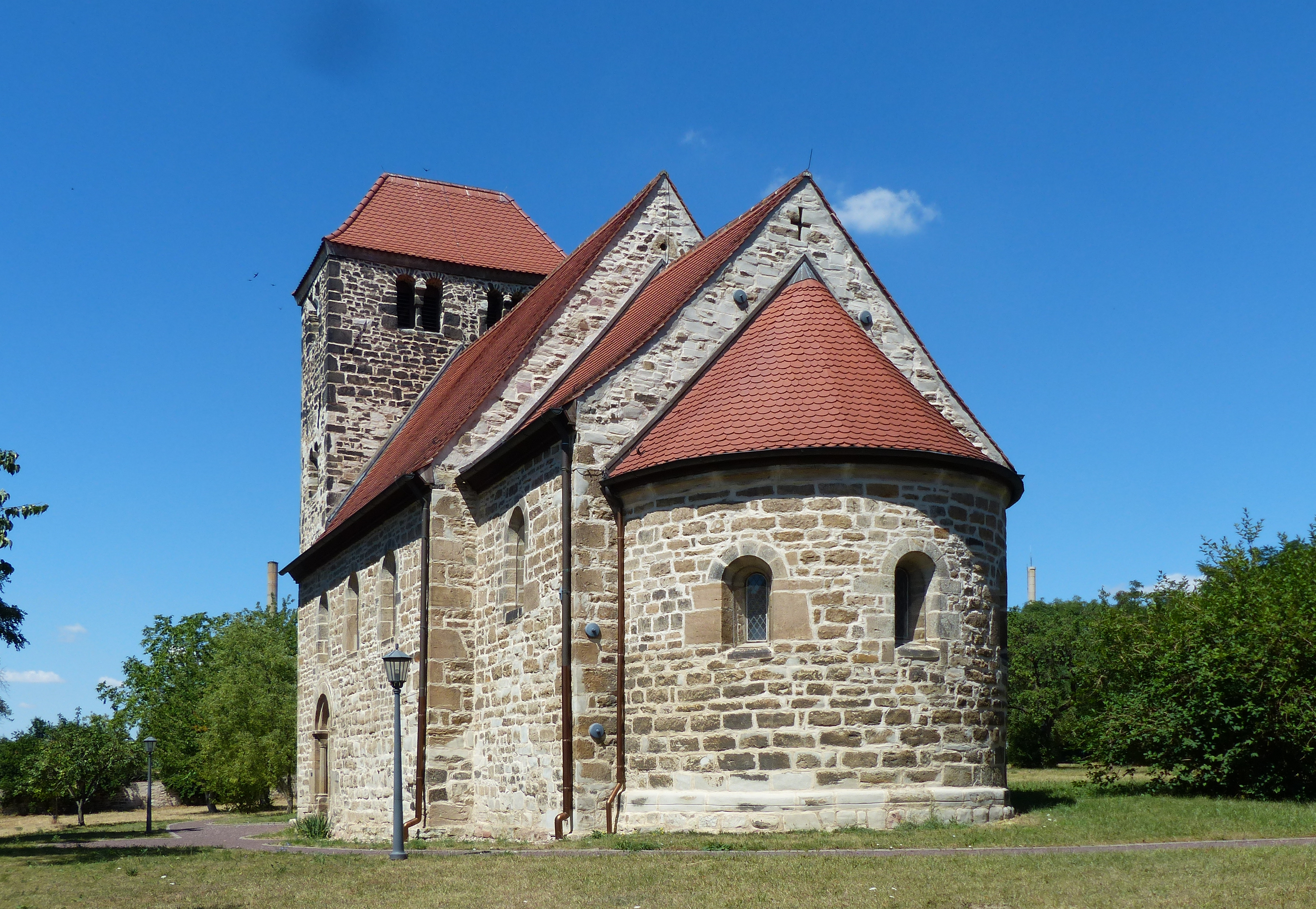
Romaanse Stefanuskerk, Bernburg-Waldau
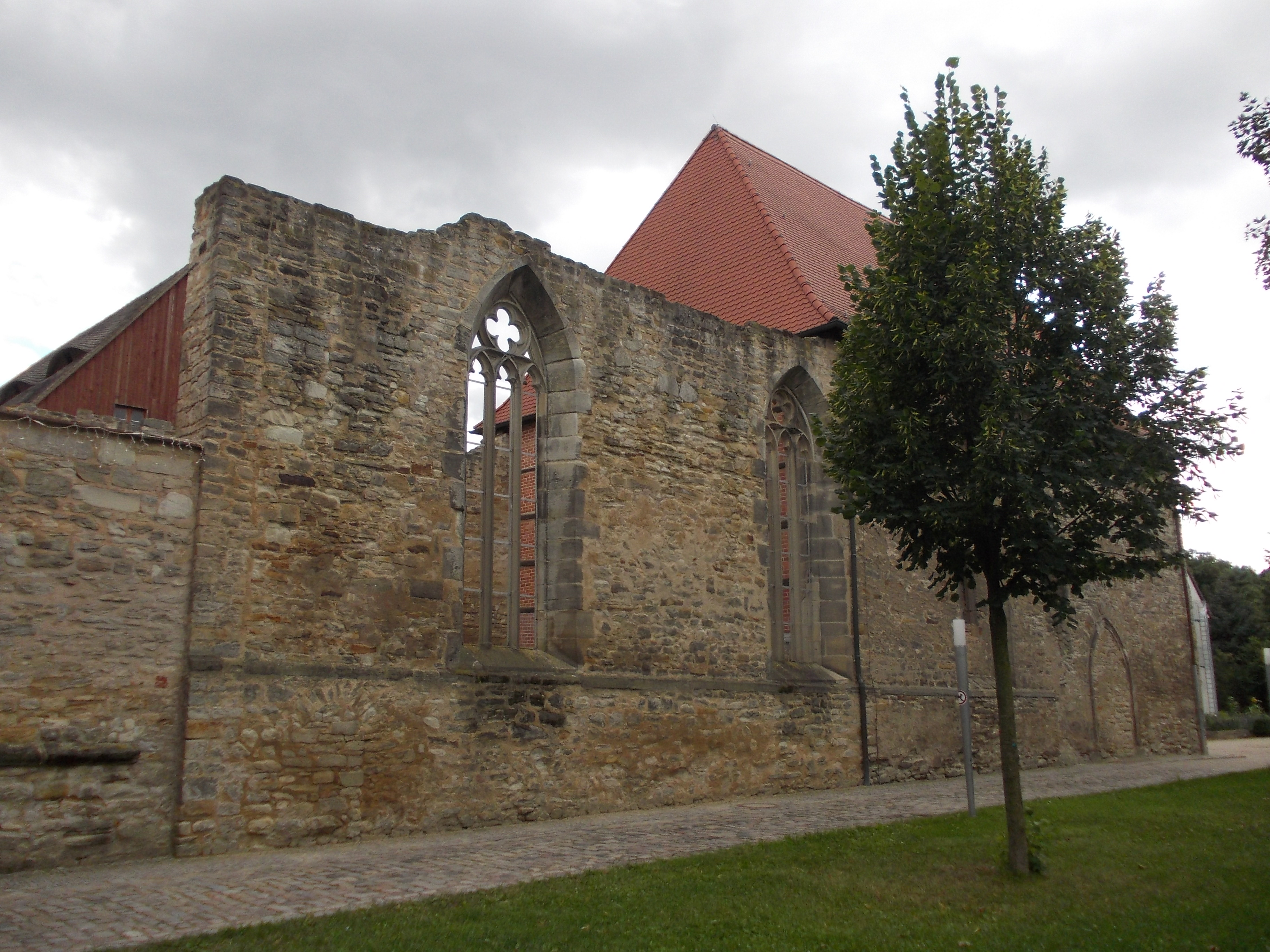
Kloosterruïne (Servitenkloster der Marienknechte)
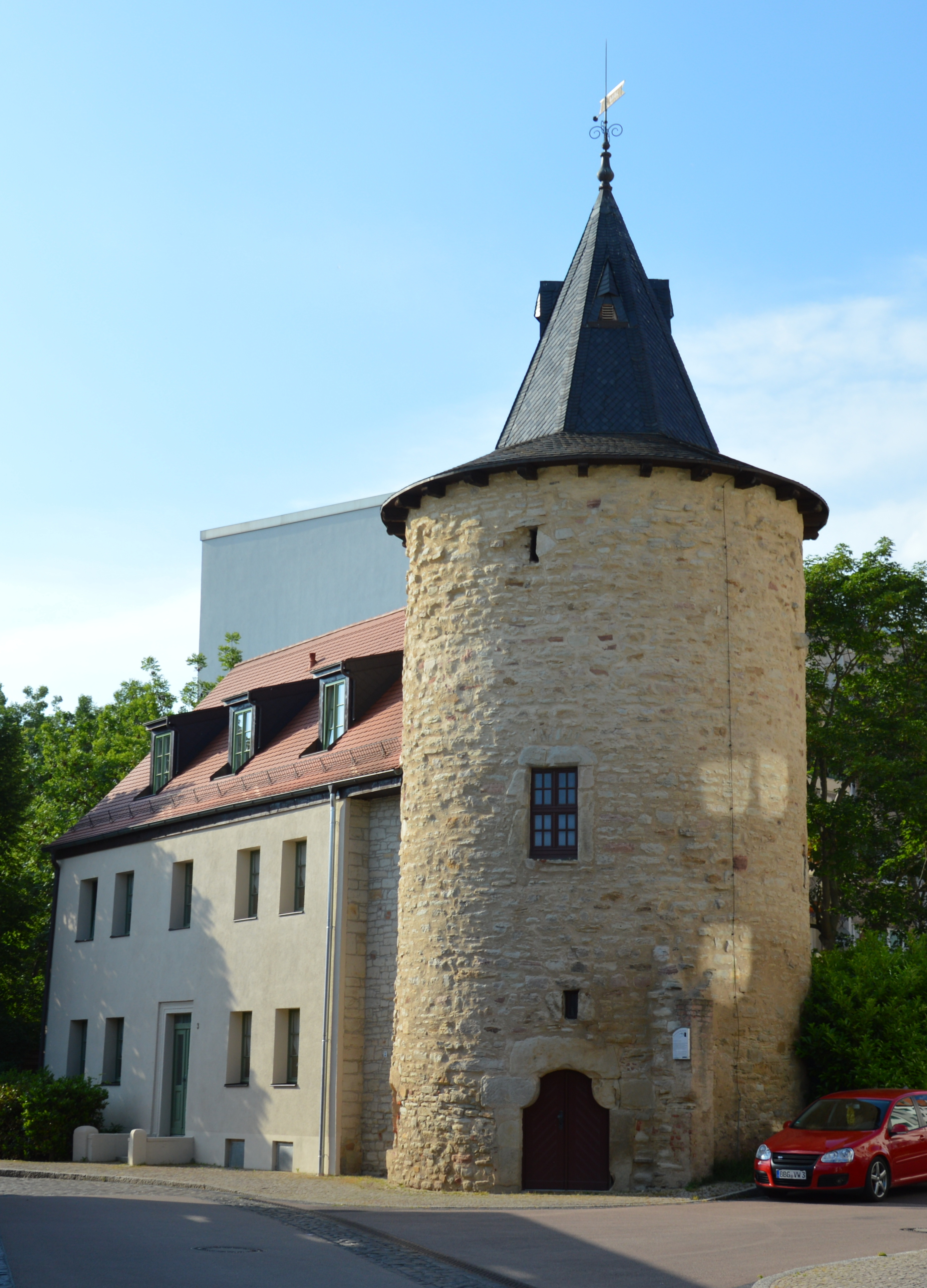
Stadstoren Hasenturm aan de westkant van de Saale
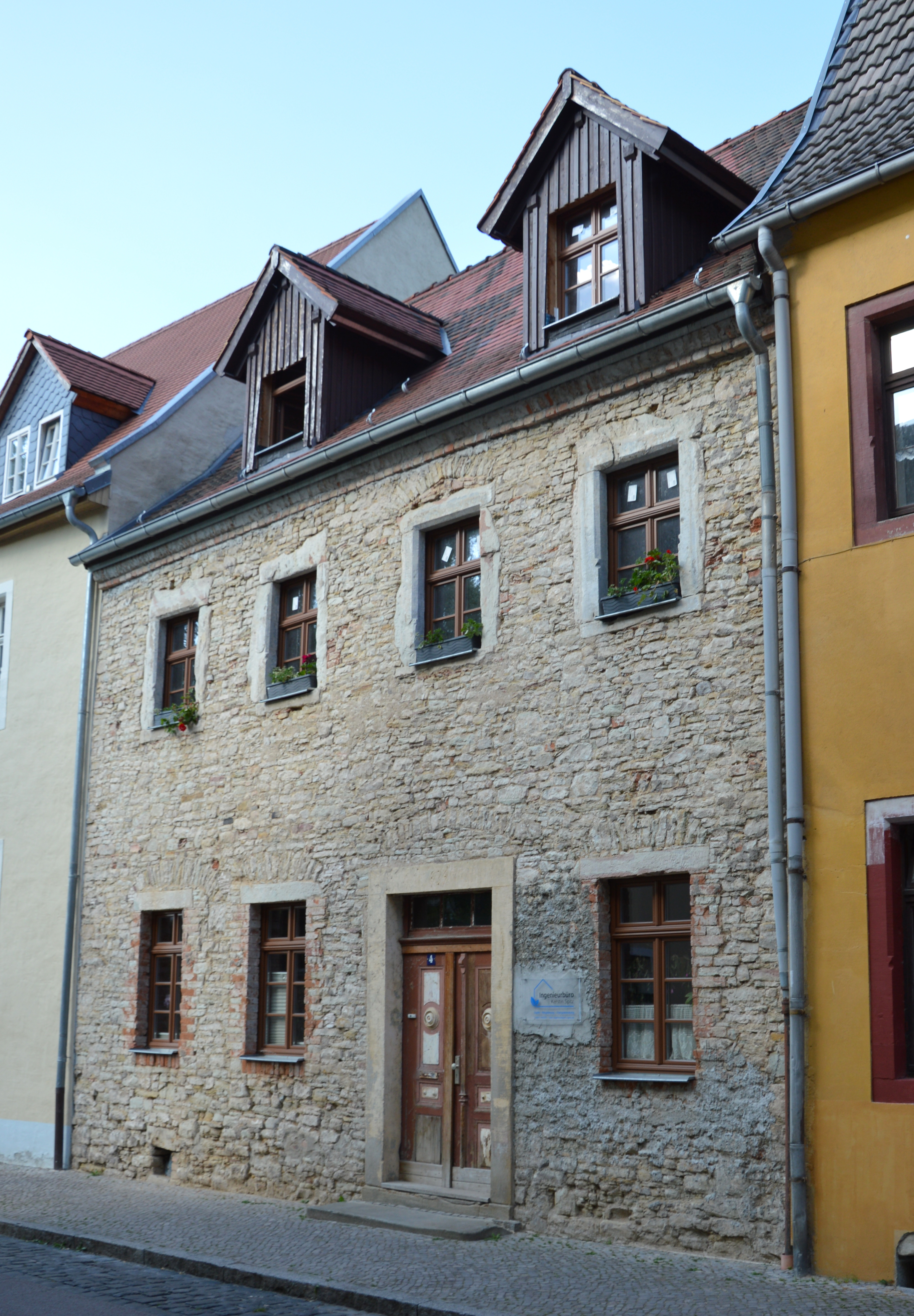
18e-eeuws huis aan het Altstädter Kirchhof (Talstadt)
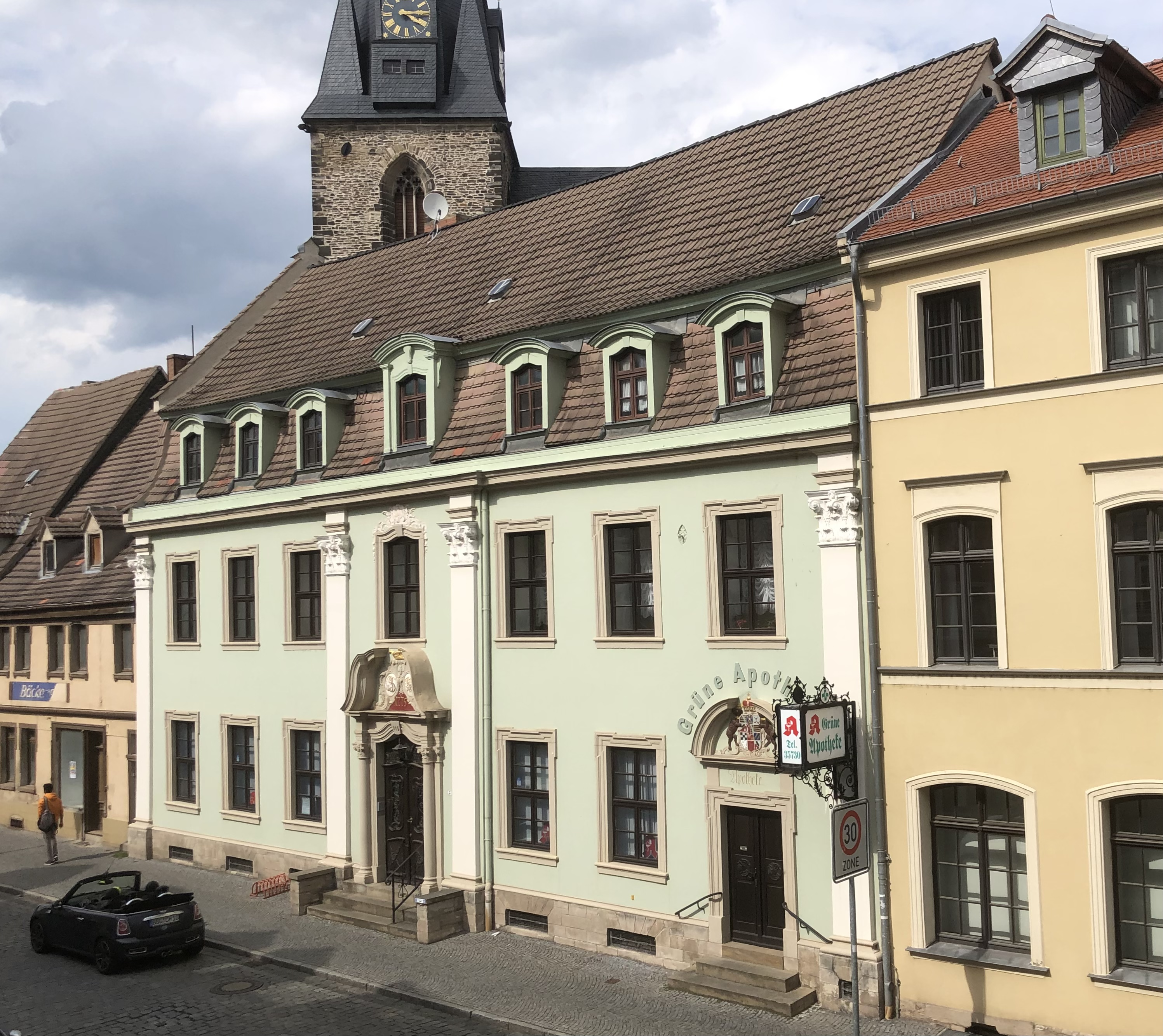
De Groene Apotheek, bouwjaar 1775
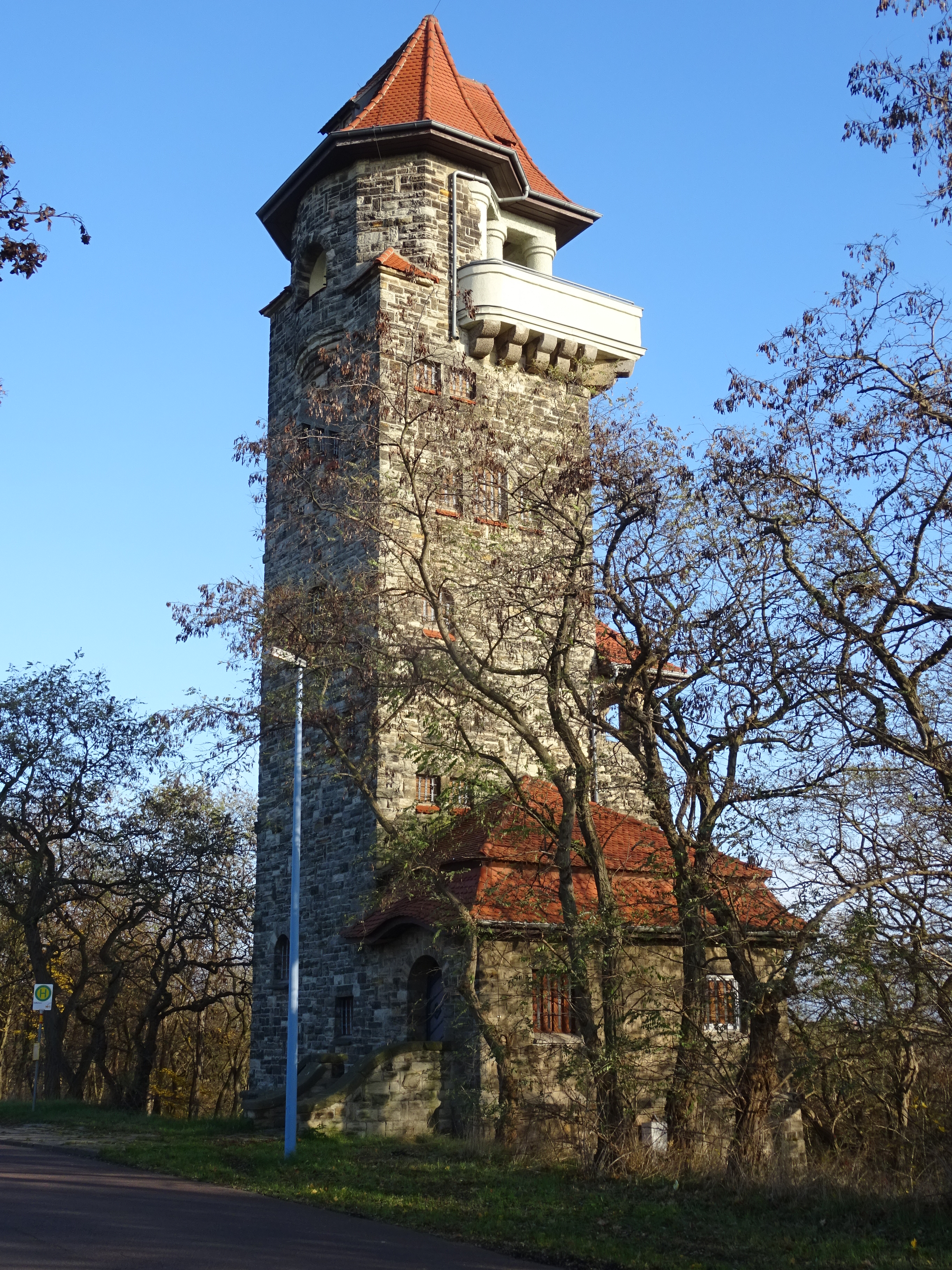
De Keßlerturm, een in 1913 gebouwde, 26 m hoge uitzichttoren
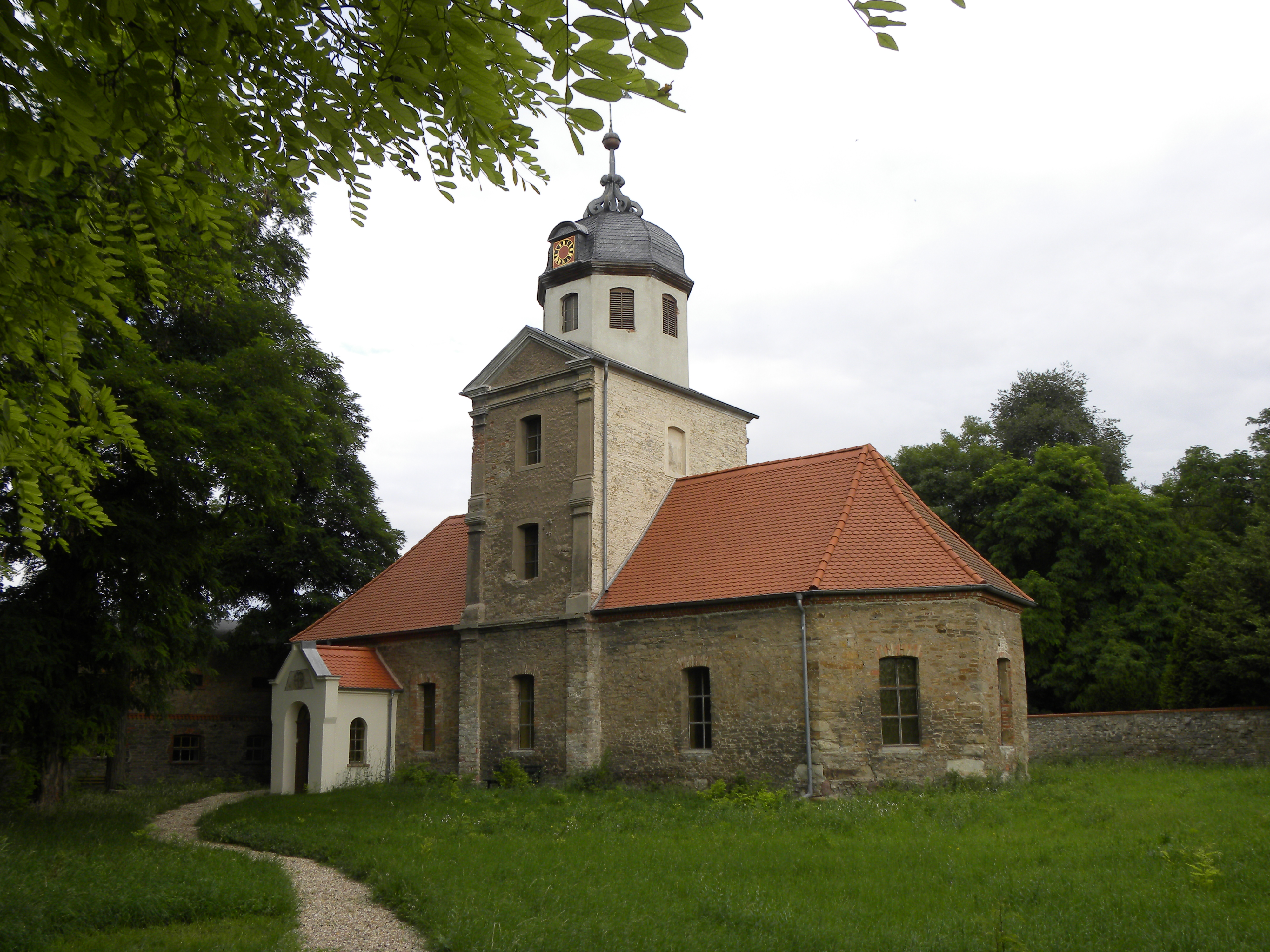
Bezinningsoord, voormalige 16e-eeuwse kerk te Wohlsdorf
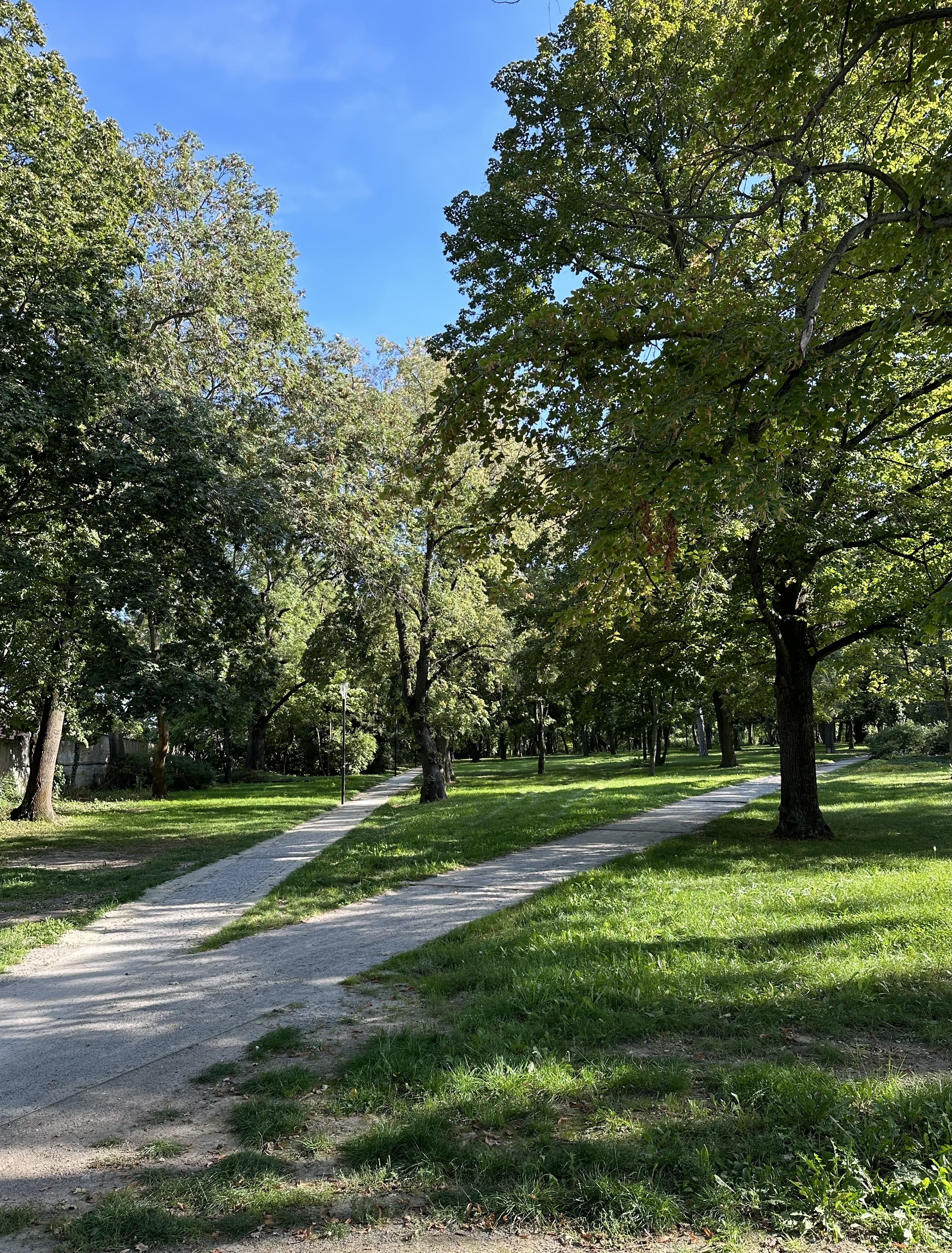
In het stadspark Alte Bibel
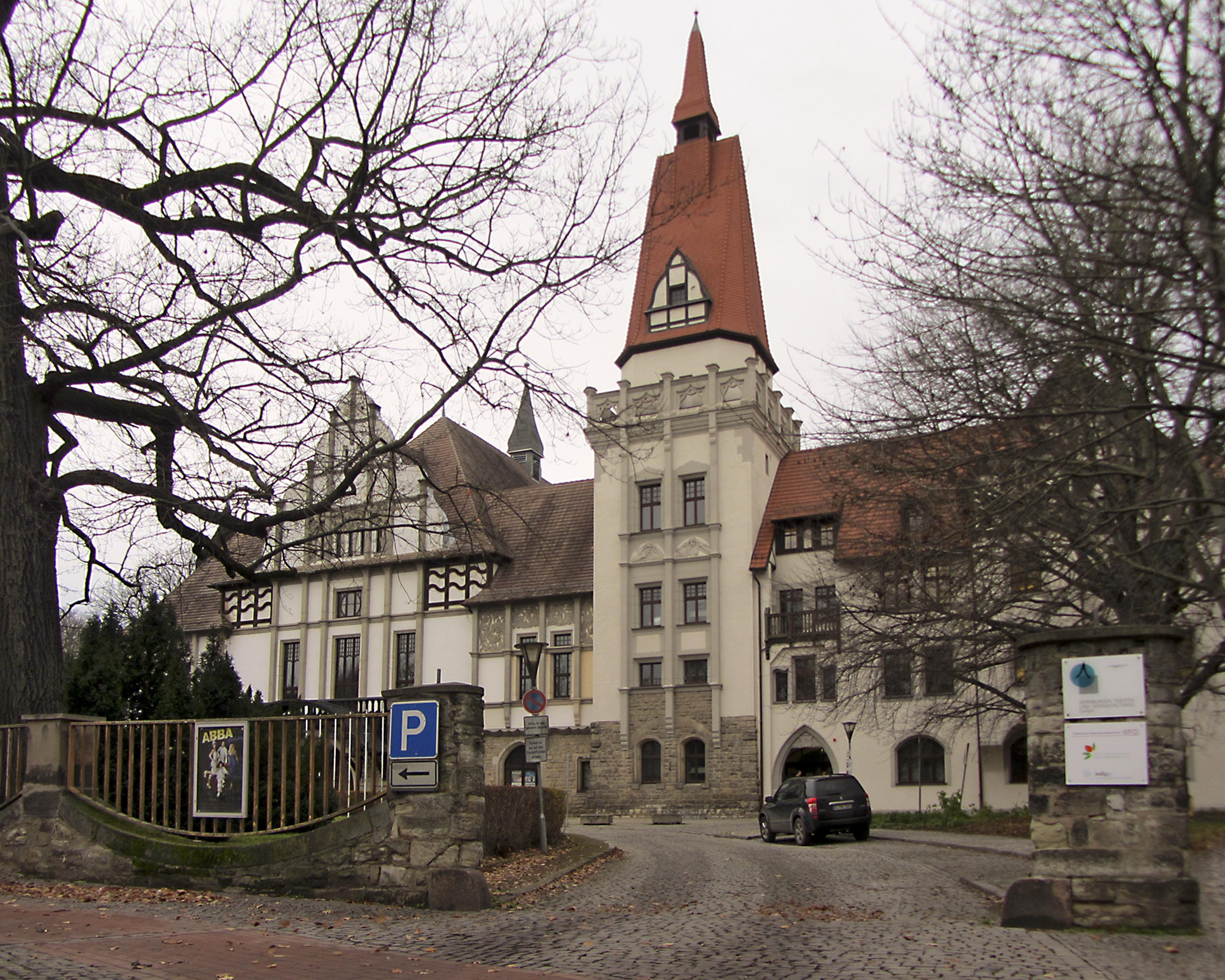
Kurhaus, aan de westkant van de Saale, ten noorden van de dierentuin. Foto uit 2013.

## Partnergemeentes
Bernburg onderhield in 2024 jumelages met de volgende gemeentes:
- Anderson (Verenigde Staten)
- Chomutov (Duits: Komotau) (Tsjechië)
- Fourmies (Frankrijk)
- Rheine (Duitsland)
- Tarnowskie Góry (Polen)
- Trakai (Litouwen)

## Belangrijke personen in relatie tot de gemeente

### Geboren in Bernburg
- Sybilla van Anhalt (1564-1614), abdis van Gernrode en hertogin van het Hertogdom Württemberg
- Christiaan I van Anhalt-Bernburg (1568-1630), vorst van Anhalt
- Anna Elisabeth van Anhalt-Bernburg (geboren op 19 maart 1647, overleden op 3 september 1680 in Bernstadt), prinses van Anhalt-Bernburg en door huwelijk  hertogin van Württemberg-Bernstadt
- Karel Frederik van Anhalt-Bernburg (1668-1721), vorst van Anhalt-Bernburg
- Lebrecht van Anhalt-Bernburg-Schaumburg-Hoym (1669-1727), van 1707 tot aan zijn dood vorst van Anhalt-Bernburg-Schaumburg-Hoym
- Victor II Frederik van Anhalt-Bernburg (1700-1765), vorst van Anhalt-Bernburg
- Frederica Augusta Sophia, dochter van de voorgaande, vorstin van Anhalt-Zerbst, geboren prinses van Anhalt-Bernburg (geboren op 28 augustus 1744 in Bernburg; overleden op 12 april 1827 in Coswig), schoonzuster van Catharina II van Rusland
- Frederik Albrecht van Anhalt-Bernburg (1735-1796), broer van de voorgaande, vorst van Anhalt-Bernburg
- Ferdinand Reich, geboren op 19 februari 1799 ; overleden op 27 april 1882 in Freiberg, natuurkundige en chemicus, samen met Theodor Richter ontdekker van het element indium, van 1823-1860 professor aan de Bergakademie Freiberg.
- Louis Carl Otto Wolff (1849 – Maastricht, 1917) Duits-Nederlands componist
- Hilde Benjamin (geboren op 5 februari 1902 als Helene Marie Hildegard Lange; overleden op 18 april 1989 in Oost-Berlijn), Oost-Duits juriste, en van 1953-1967 minister van justitie in de DDR; gold als politieke hardliner van het Oost-Duitse SED-regime, in het Westen berucht omdat zij enige opmerkelijke doodvonnissen bekrachtigde

### Overigen
- Christiaan II van Anhalt-Bernburg, bijgenaamd de Andere of de Jongere (Amberg, 11 augustus 1599 - Bernburg, 21 september 1656), van 1630 tot aan zijn dood vorst van Anhalt-Bernburg
- Victor I Amadeus van Anhalt-Bernburg (Harzgerode, 6 oktober 1634 - Bernburg, 14 februari 1718), van 1656 tot aan zijn dood vorst van Anhalt-Bernburg
- Karl von Knoblauch zu/auf Hatzbach (geboren op Kasteel Dillenburg, 3 november 1756; overleden op 6 september 1794 in Bernburg), jurist en mijnbouwkundige, in dienst van de vorsten van Oranje-Nassau in Dillenburg
- Alexius Frederik Christiaan (Ballenstedt, 12 juni 1767 — aldaar, 24 maart 1834) was van 1796 tot 1806 vorst en daarna tot 1834 hertog van Anhalt-Bernburg, en woonde lange tijd in Bernburg.
- Friedrich Wilhelm Voigt (Koblenz, 22 maart 1833 - Bernburg, 22 februari 1894) componist, muziekpedagoog en dirigent
- Hermann Hellriegel (geboren op 21 oktober 1831 in Mausitz; overleden op 24 september 1895 in Bernburg), biochemicus, ontdekte in 1886, dat planten van de vlinderbloemenfamilie stikstof uit de lucht kunnen opnemen; schrijver van ook buiten Duitsland veel gelezen standaardwerken op het gebied van de landbouwkundige chemie
- Käthe Leichter (geboren op 20 augustus 1895 in Wenen), Oostenrijks-Joods econome, vrouwenrechtenactiviste, journaliste en sociaal-democratisch politica. Zij behoort tot de vele tegenstanders van Adolf Hitlers nazi-regime, die in 1942 in Bernburg in het zogenaamde euthanasiecentrum werden omgebracht.
- Olga Benário Prestes (geb. als Olga Gutmann Benario), geboren te München op 12 februari 1908, eveneens in 1942 in Bernburg door de nazi's omgebracht.